# Bão Yagi (2024)
Bão Yagi (tên gọi ở Philippines là Bão Enteng – tiếng Anh: Severe Tropical Storm Enteng, n.đ. 'Bão nhiệt đới dữ dội Enteng', được Việt Nam định danh là Bão số 3 năm 2024) là xoáy thuận nhiệt đới thứ 11 của Mùa bão Tây Bắc Thái Bình Dương 2024. Cơn bão đã ảnh hưởng tới một loạt các nước châu Á đặc biệt là Philippines, Trung Quốc và Việt Nam. "Yagi" là cái tên được Nhật Bản đề xuất ( 山羊  (Sơn Dương)), có nghĩa là con dê hay chòm sao Ma Kết. Chính phủ Việt Nam đánh giá Yagi là cơn bão mạnh nhất đổ bộ vào đất liền Việt Nam trong 70 năm qua. Đài Khí tượng Hải Nam nhận định sức tàn phá do Yagi gây ra tại Hải Nam lớn hơn nhiều so với cơn bão Rammasun vào năm 2014; Cục Khí tượng Trung Quốc đánh giá đây là cơn bão mùa thu mạnh nhất và lớn nhất tấn công quốc gia này trong 75 năm qua, kể từ khi Trung Quốc độc lập năm 1949. Ngoài ra, Yagi cũng là một trong bốn siêu bão cấp 5 được ghi nhận ở Biển Đông, cùng với Pamela năm 1954, Rammasun năm 2014 và Rai năm 2021.
Yagi xuất phát từ một vùng áp thấp hình thành vào ngày 30 tháng 8, cách khoảng 290 hải lý (535 km) về phía Tây Bắc của Palau, ngày hôm sau mạnh lên thành áp thấp nhiệt đới. Đến ngày 1 tháng 9, xoáy thuận này được phân loại là một cơn bão nhiệt đới và được Cục Khí tượng Nhật Bản đặt tên là bão Yagi. Sau khi đổ bộ vào Casiguran, Aurora vào lúc 14:00 PHT (06:00 giờ UTC) ngày 2 tháng 9, Yagi suy yếu khi di chuyển vào đất liền ở Luzon. Sau đó, nó đi vào Biển Đông và bắt đầu hợp nhất với một hệ thống tuần hoàn phụ ở phía Tây vịnh Lingayen, khi đó các vùng đối lưu sâu bắt đầu xoáy và phát triển các dải mây đối lưu kéo dài về phía Tây và phía Nam. Vào ngày 5 tháng 9, Trung tâm Cảnh báo Bão Liên hợp đã tăng cấp Yagi lên thành siêu bão cấp 5 theo thang bão Saffir-Simpson; tuy nhiên, sau đó Yagi suy yếu do trải qua chu trình thay thế thành mắt bão. Cuối ngày hôm đó, Yagi đã quay trở lại trạng thái siêu bão sau khi hoàn thành quá trình này. Yagi tiếp tục mạnh lên một chút trước khi đổ bộ gần Văn Xương ở tỉnh Hải Nam của Trung Quốc vào ngày 6 tháng 9. Sau đó, bão Yagi đã đi qua phía Bắc Hải Nam và trực tiếp qua Hải Khẩu, trước khi đổ bộ vào huyện Từ Văn, nằm trên bán đảo Lôi Châu ở tỉnh Quảng Đông trong thời gian ngắn và di chuyển vào vùng biển của Vịnh Bắc Bộ và suy yếu một chút, sau đó mạnh lên trở lại rồi đổ bộ vào Hải Phòng và Quảng Ninh, Việt Nam vào ngày 7 tháng 9 và di chuyển về phía Tây Nam, đi sâu vào đất liền sang Thượng Lào cho đến khi được ghi nhận lần cuối trên khu vực Bắc Lào–Myanmar vào ngày 9 tháng 9.
Tại Philippines, ảnh hưởng kết hợp giữa Yagi và gió mùa Tây Nam đã gây ra mưa lớn ở các khu vực phía Bắc và Nam của Luzon, dẫn đến lũ quét trên diện rộng tại nhiều nơi, 21 người đã thiệt mạng trong khi 26 người khác được báo cáo là mất tích. Trong công tác chuẩn bị ứng phó với bão Yagi tại Trung Quốc, các trường học trên toàn tỉnh Hải Nam đã đóng cửa vào ngày 5 tháng 9, các hoạt động giao thông vận tải và vận chuyển tại địa phương này cùng tỉnh Quảng Đông và hai đặc khu Hồng Kông, Ma Cao cũng bị ảnh hưởng. Cũng tại Trung Quốc, Yagi đi qua đảo Hải Nam và gây thiệt hại nặng tại Hải Nam và Quảng Đông, ngoài ra Quảng Tây, Vân Nam và hai đặc khu hành chính cũng bị ảnh hưởng. Tại Việt Nam, ngoài gây gió mạnh trên đất liền, sau khi suy yếu thành một vùng áp thấp trên khu vực Tây Bắc Bộ của Việt Nam, kết hợp với dải hội tụ nhiệt đới, một đợt mưa lớn đã diễn ra, gây ra trận lũ lụt lớn tại miền Bắc Việt Nam trong năm 2024, làm 325 người tử vong, 20 người mất tích; phần lớn thương vong là do lở đất. Tàn dư bão cũng gây ra lũ lụt trên diện rộng ở Lào và Thái Lan làm thiệt hại nặng nề; đồng thời gây ra lũ lụt thảm khốc và lở đất ở Myanmar, nơi đã xác nhận có 433 người tử vong và 79 người mất tích. 
Cơn bão đã khiến ít nhất 844 người chết, 2.333 người bị thương và 125 người mất tích, dẫn đến tổng thiệt hại trên 14 tỷ USD ở tám quốc gia và vùng lãnh thổ. Một số nước chịu thiệt hại nặng do bão đã kêu gọi và nhận được sự cứu trợ từ quốc tế. Bão Yagi cũng để lại một số vấn đề trong việc xác định cường độ khi đổ bộ của bão, đặc biệt tại Việt Nam.

## Lịch sử khí tượng
Tiền thân của bão Yagi xuất phát từ ngày 30 tháng 8, khi Cục Khí tượng Nhật Bản (JMA) báo cáo rằng một vùng áp thấp đã hình thành, ở vị trí cách khoảng 290 hải lý (535 km) về phía Tây Bắc của Palau. Khu vực áp thấp rộng này bắt đầu tổ chức và phát triển thành một áp thấp nhiệt đới vào ngày 31 tháng 8. Hoạt động đối lưu sâu trở nên tập trung xung quanh một trung tâm tuần hoàn, nằm trong một môi trường thuận lợi với dòng ra mạnh về phía xích đạo và cực, cùng với nhiệt độ bề mặt biển ấm từ 29–30 °C (84–86 °F). Vào ngày 1 tháng 9, Cục Quản lý Thiên văn, Địa vật lý và Khí quyển Philippines (PAGASA) tuyên bố hệ thống này là một áp thấp nhiệt đới và đặt tên nó là Enteng, do nó hình thành trong Khu vực Trách nhiệm của Philippines (PAR). Vào lúc 03:00 UTC ngày hôm đó, Trung tâm Cảnh báo Bão Liên hợp Hoa Kỳ (JTWC) đã ban hành cảnh báo về việc hình thành một xoáy thuận nhiệt đới do trung tâm tuần hoàn mức thấp của nó trở nên rõ ràng với các dải mây hình thành ở các góc phần tư phía Bắc. Vài giờ sau, hệ thống này được phân loại là áp thấp nhiệt đới 12W, với trung tâm đối lưu tầng thấp (LLCC) nhanh chóng củng cố, một vùng mây dày đặc ở trung tâm, với các dải đối lưu sâu ở bán kính phía Tây; sau đó nó mạnh lên thành bão nhiệt đới và được JMA đặt tên quốc tế là Yagi.
Yagi sau đó chuyển hướng Tây Bắc dọc theo rìa phía Tây Nam của áp cao cận nhiệt đới ở mực trung, khiến các dải đối lưu của nó bị cắt về phía Bắc và để lộ trung tâm tuần hoàn mức thấp. Khi hệ thống di chuyển dọc theo bờ biển đảo Luzon, các đỉnh mây lạnh hơn trong trung tâm tiếp tục mở rộng, và vào lúc 14:00 PHT (06:00 UTC) ngày 2 tháng 9, bão đổ bộ vào Casiguran, Aurora. Trong sáu giờ tiếp theo, Yagi di chuyển sâu hơn vào Luzon và suy yếu khi tương tác với đất liền. Vào lúc 04:00 ngày 3 tháng 9 (21:00 UTC ngày 2 tháng 9), nó đi vào Biển Đông và bắt đầu hợp nhất với một hệ thống tuần hoàn phụ ở phía Tây vịnh Lingayen, với các dải đối lưu sâu của Yagi bắt đầu xoáy và phát triển các dải mây đối lưu mở rộng về phía Tây và Nam. Sáng ngày 3 tháng 9 (giờ Việt Nam), ngành khí tượng Việt Nam đã xác định bão Yagi vào biển Đông và trở thành cơn bão số 3 ở khu vực này trong năm 2024. Vào khoảng 06:00 UTC ngày 3 tháng 9, JMA báo cáo rằng Yagi đã mạnh lên thành bão nhiệt đới dữ dội nhờ vào nhiệt độ bề mặt biển ấm và nhiệt lượng đại dương cao. Sáng sớm hôm sau, cả JMA và JTWC đều tăng cấp bão lên thành bão cấp 2 khi có mắt bão bắt đầu hình thành trên ảnh vệ tinh, và Yagi bắt đầu di chuyển về phía Tây–Tây Bắc dọc theo rìa phía Tây Nam của áp cao cận nhiệt đới mực trung, với một mắt bão nhỏ gọn phát triển khi bão trải qua quá trình mạnh lên nhanh chóng.

Bão Yagi đổ bộ vào Hải Nam vào ngày 6 tháng 9

Vào ngày 5 tháng 9, JTWC tăng cấp hệ thống lên thành siêu bão và ước tính sức gió duy trì trong một phút tối đa 260 km/h (140 kn) – biến nó thành siêu bão, tương đương cấp độ 5 theo thang bão Saffir-Simpson, trở thành cơn bão thứ tư như vậy ở Biển Đông, sau Pamela năm 1954, Rammasun năm 2014 và Rai năm 2021 – với mắt bão sắc nét có đường kính 15 hải lý (28 km). Trong khi đó, JMA nâng cấp Yagi lên thành cơn bão cuồng phong dữ dội (siêu bão cuồng phong), ước tính nó đạt đỉnh cường độ với áp suất trung tâm tối thiểu là 915 hPa (27,02 inHg) và sức gió duy trì trong 10 phút tối đa 105 kn (195 km/h). Cơ quan khí tượng của Việt Nam cũng xác định Yagi đã đạt cường độ cấp 16 trên biển Đông, tương đương cấp siêu bão. Theo JTWC thì trong ngày hôm đó, Yagi suy yếu nhẹ sau khi đạt đinh khi trải qua chu trình thay thế thành mắt bão. Mặc dù trải qua chu trình thay thế thành mắt bão, thành mắt bão bên trong vẫn còn nguyên vẹn. Đến sáng ngày hôm sau, tức ngày 6 tháng 9, bão đã mạnh trở lại một chút theo JTWC và sau đó đến chiều cùng ngày bão đổ bộ gần Văn Xương ở Hải Nam vào khoảng 16:20 CST vào ngày 6 tháng 9. Trước khi bão đổ bộ vào đảo Hải Nam, một phao khí tượng của Trung Quốc trên biển Đông ghi nhận trị số khí áp mực nước biển thấp nhất trong bão là 916 hPa (27,05 inHg), một trạm khí tượng tự động ở quần đảo Thất Châu ghi nhận sức gió duy trì đạt cấp 17 và trị số khí áp mực nước biển thấp nhất trong bão là 929,8 hPa (27,46 inHg). Khi nó đi qua phía Bắc đảo Hải Nam và quét qua Hải Khẩu, ảnh vệ tinh cho thấy đối lưu xung quanh tâm bão suy yếu đi, mắt bão trở lên nhiều mây cho thấy cơn bão đã suy yếu đi, mặc dù vậy dữ liệu từ radar cho thấy cấu trúc thành mắt bão vẫn còn nguyên vẹn. Cũng trong quá trình bão quét qua Hải Nam, tốc độ gió giật cao nhất đo được trên đảo đạt trên cấp 17 được ghi nhận tại một trấn (thị trấn) ở Văn Xương và trị số khí áp mực nước biển đo được tại một thời điểm ở sân bay quốc tế Mỹ Lan Hải Khẩu là 928 hPa (27,40 inHg), ở một trường tiểu học thuộc Văn Xương là 921,7 hPa (27,22 inHg). Sức gió mạnh nhất quan trắc được trên đất liền huyện Từ Văn (nằm trên bán đảo Lôi Châu) đạt cấp 15 tại một trấn thuộc huyện này.

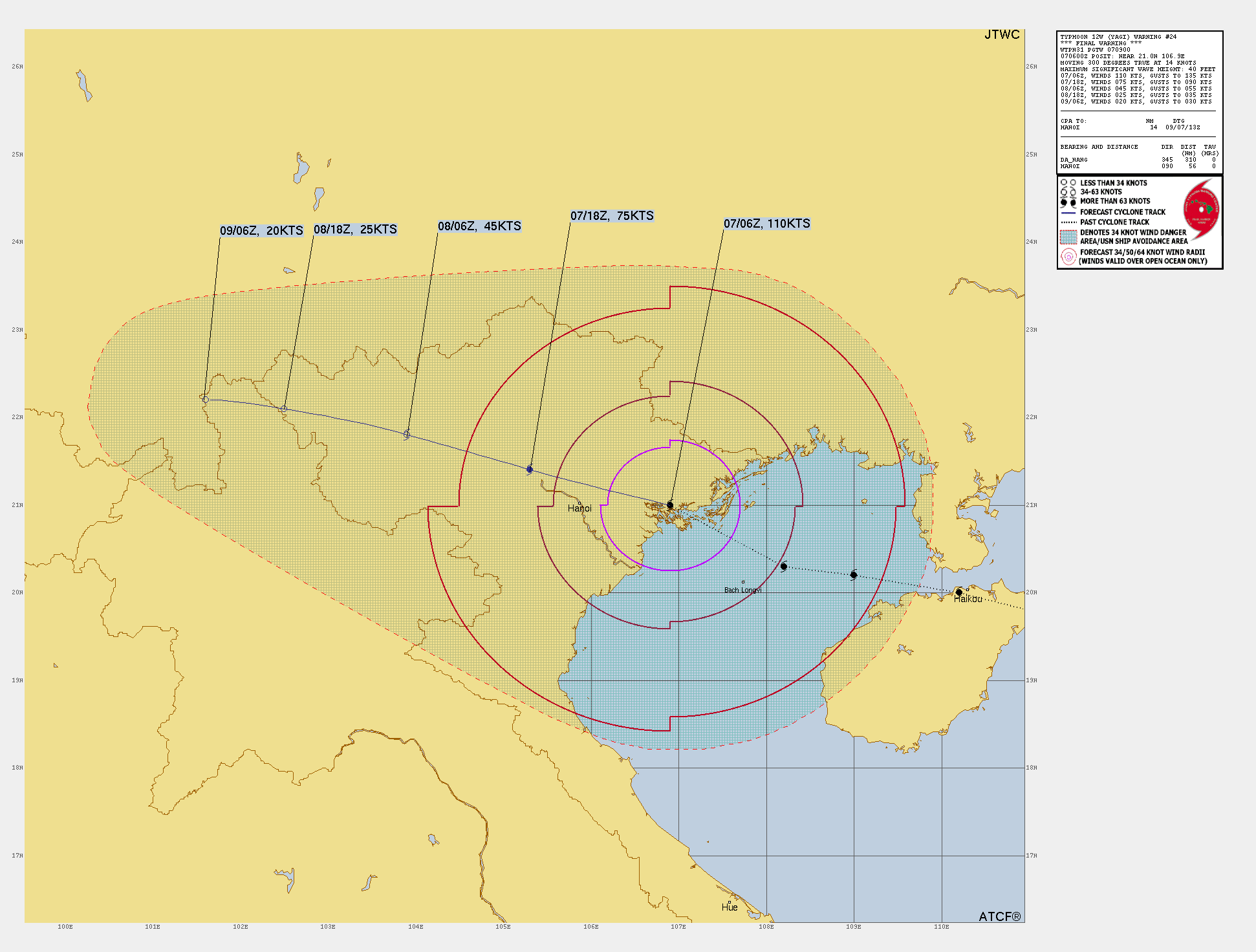
Cảnh báo cuối cùng của JTWC về bão Yagi, cho thấy bão đổ bộ với cường độ 110 nút (tương đương cuối cấp 3 theo thang bão Saffir-Simpson)

Ngày 7 tháng 9, bão Yagi di chuyển vào vịnh Bắc Bộ sau khi suy yếu một chút lúc vừa qua đảo Hải Nam, đã ổn định lại cấu trúc và nhanh chóng tăng cường trở lại với một trung tâm hoàn lưu được xác định rõ ràng và đối lưu rất mạnh – được xác định bằng một dải mây lớn, ở đỉnh ghi nhận nhiệt độ đến −80 °C (−112 °F) hoặc lạnh hơn ở phía Nam của tâm bão. Các cơ quan khí tượng Nhật Bản, Trung tâm Cảnh báo Bão Liên hợp Hải quân Hoa Kỳ đánh giá bão mạnh lên trở lại ngay trên vịnh Bắc Bộ và vùng biển gần bờ miền Bắc Việt Nam, với sức gió theo ghi nhận của các cơ quan lần lượt là 90 kn (165 km/h) duy trì trung bình 10 phút tương đương cấp độ bão cuồng phong rất mạnh, và 115 kn (215 km/h) đối với tốc độ gió duy trì trung bình trong 1 phút, tương đương bão cuồng phong cấp 4 theo thang bão Saffir-Simpson. Vào khoảng 14:00 giờ Việt Nam ngày 7 tháng 9, Yagi đổ bộ vào Hải Phòng và Quảng Ninh, Việt Nam. JTWC mô tả đây là một sự kiện có tính lịch sử, xem cơn bão này là một trong những cơn bão dữ dội nhất từng tấn công miền Bắc Việt Nam. Sức gió mạnh nhất quan trắc được trên đất liền là cấp 14 (có thông tin là cấp 15) tại trạm khí tượng Bãi Cháy. Khí áp mực nước biển thấp nhất đo được tại trạm khí tượng Bãi Cháy (Quảng Ninh) là 955,2 hPa (28,21 inHg). Sau khi đổ bộ, JTWC đã ngừng cảnh báo về hệ thống này. Đỉnh mây ấm lên và đặc điểm mắt mây đầy lên, chứng tỏ bão đang suy yếu. Theo JMA, Yagi tiếp tục suy yếu dần khi di chuyển về phía Tây Nam dọc theo rìa phía Đông Nam của áp cao cận nhiệt đới ở mực trung sau khi đổ bộ, kết hợp với tương tác địa hình vùng núi phía Tây Bắc Bộ Việt Nam, Yagi đã yếu thành một áp thấp nhiệt đới vào ngày 8 tháng 9. Theo phân tích của JMA, Yagi được ghi nhận lần cuối vào lúc 12:00 UTC ngày 9 tháng 9 trên khu vực Bắc Lào–Myanmar. Tuy nhiên sau đó những tàn dư của Yagi bắt đầu di chuyển về phía Bắc Ấn Độ Dương, góp phần hình thành nên áp thấp sâu BOB 05 vào ngày 13–14 tháng 9.

## Công tác phòng tránh bão

### Philippines
Khi Cục Quản lý Thiên văn, Địa vật lý và Khí quyển Philippines (PAGASA) bắt đầu theo dõi Yagi (được gọi là "Enteng" ở Philippines) dưới dạng một áp thấp nhiệt đới vào ngày 1 tháng 9, Tín hiệu Gió Bão Số 1 (Tropical Cyclone Wind Signals No. 1) đã được đưa ra cho các vùng như Đông Visayas, một số khu vực của vùng Bicol, các khu vực phía Đông của Cagayan và Isabela, các khu vực phía Nam của Quirino và Nueva Vizcaya, và phía Bắc của Quezon. Ngay sau khi Yagi trở thành một cơn bão nhiệt đới, PAGASA đã nâng lên mức Tín hiệu Số 2 cho khu vực Đông Bắc của Camarines Sur, toàn bộ tỉnh Abra, Apayao, quần đảo Babuyan, Cagayan, Ilocos Norte, Ifugao, Isabela, Kalinga, tỉnh Mountain, quần đảo Polillo và Quirino, cùng với các khu vực phía Bắc của Aurora, Camarines Norte, Ilocos Sur, và Nueva Vizcaya. Cơ quan này cũng ban hành Tín hiệu Số 1 đối với các địa phương như Benguet, La Union, Nueva Ecija, Rizal, Laguna, Marinduque, một số khu vực của Batangas, Bulacan, Pampanga, và Pangasinan, cũng như Metro Manila do có nguy cơ ảnh hưởng từ gió mạnh và mưa lớn do bão gây ra. Đến ngày 4 tháng 9, hầu hết các tín hiệu cảnh báo bão đã được hạ xuống bởi PAGASA khi bão rời khỏi Khu vực Trách nhiệm của Philippines (PAR).
Các lớp học tại Metro Manila và nhiều tỉnh khắp Luzon và Visayas đã bị đình chỉ vào ngày 2 và 3 tháng 9. Nhiều chuyến bay nội địa đến Bicol, Cagayan Valley, Mimaropa, Visayas và bán đảo Zamboanga cũng bị hủy tại Sân bay Quốc tế Ninoy Aquino, trong khi các hoạt động tại sáu sân bay khu vực bị đình chỉ. Các lệnh cưỡng chế sơ tán đã được ban hành và thực thi ở Naga, Camarines Sur. Một khuyến cáo sơ tán cũng đã được đưa ra đối với khu vực sông Marikina sau khi mực nước đạt 16 mét. Các hoạt động cứu hộ cho tàu MT Terranova, đã chìm ở Vịnh Manila và gây ra tràn dầu trong cơn bão Gaemi (được gọi là Carina ở Philippines) vào tháng 7, cũng bị đình chỉ. Premier Volleyball League đã hoãn trận chung kết Reinforced Conference 2024, dự kiến ấn định vào ngày 2 tháng 9, và lùi đến ngày 4 tháng 9. Hệ thống Bảo hiểm Dịch vụ Chính phủ đã chuẩn bị các gói vay khẩn cấp cho những cá nhân bị ảnh hưởng bởi thiên tai.

### Trung Quốc

#### Hồng Kông và Ma Cao

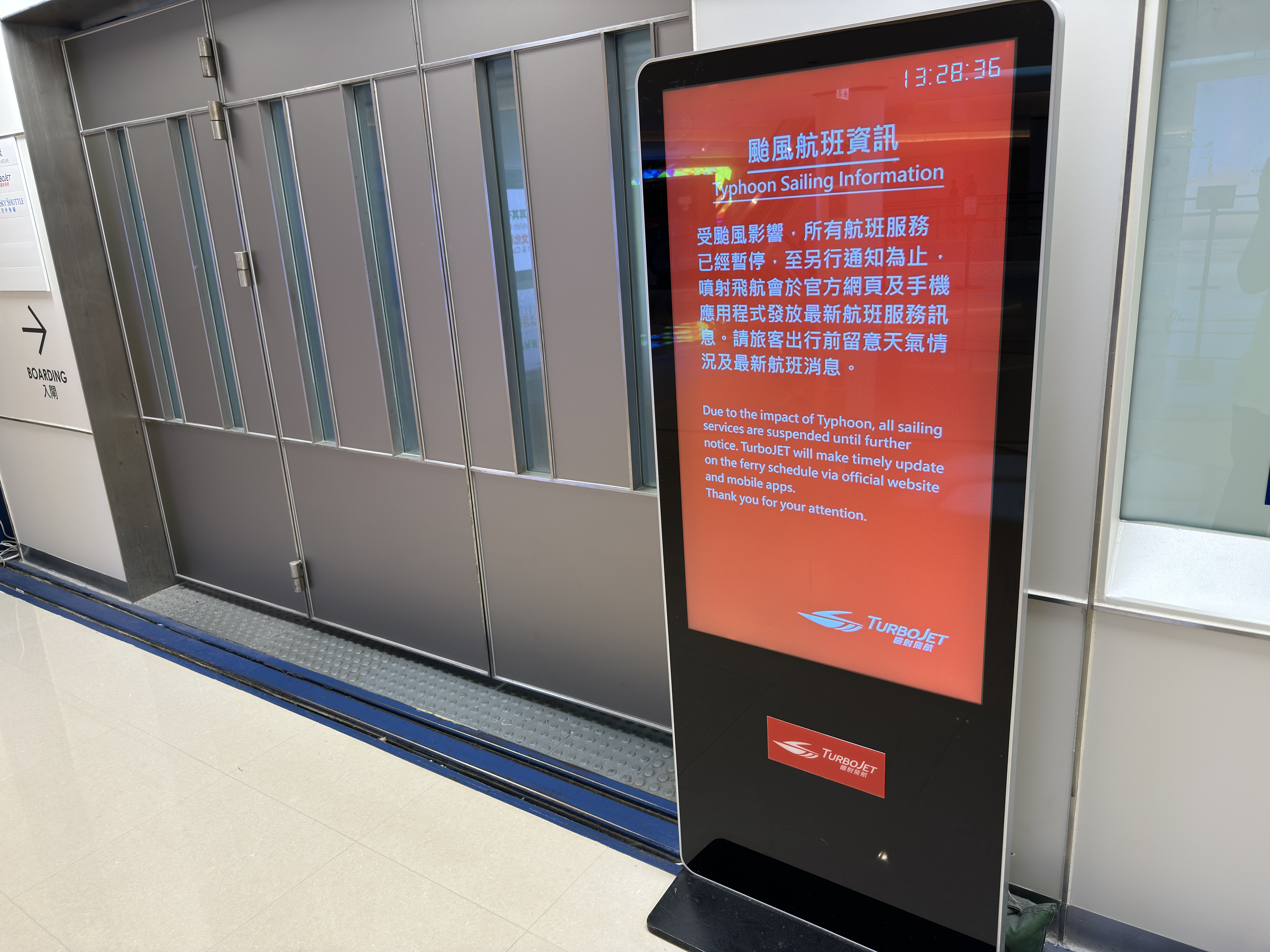
Thông báo hủy chuyến tàu của TurboJET do Yagi

Vào ngày 3 tháng 9, Đài Quan sát Hồng Kông đã ban hành Tín hiệu Cảnh báo Số 1 khi Yagi tiếp cận thành phố. Ngày hôm sau, Tín hiệu Gió Mạnh Số 3 đã được nâng lên, và sáu chuyến bay của HK Express đã được điều chỉnh lại. Hơn 100 chuyến bay tại đặc khu này đã bị hoãn hủy. Tín hiệu Số 8 Gió Đông Bắc hoặc Bão đã được nâng lên vào ngày 5 tháng 9. Giao dịch và thanh toán bù trừ trên Sở Giao dịch Chứng khoán Hồng Kông bị đình chỉ vào ngày 6 tháng 9, với phiên giao dịch buổi sáng bị hủy. Cầu Hồng Kông – Chu Hải – Ma Cao cũng bị đóng cửa giao thông.
Tại Ma Cao, vào lúc 22h, Cục Khí tượng Ma Cao cũng đã phát "Tín hiệu Số 8" do những ảnh hưởng từ Yagi, và là cơn bão duy nhất đặc khu này phát cấp tín hiệu số 8 trong năm 2024, đồng thời ban hành cảnh báo bão ở mức màu xanh. Cả ba cây cầu nối Bán đảo Ma Cao với Taipa đã bị đóng cửa. Hàng chục chuyến bay tại Sân bay quốc tế Ma Cao trên đảo Taipa đã bị hủy, có tổng cộng 181 chuyến bay đi và đến sân bay này bị ảnh hưởng bởi bão Yagi. Các trường học đã đóng cửa và dịch vụ phà đến Đảo Hồng Kông đã bị đình chỉ.  Cục Du lịch Ma Cao đã thông báo vào tối ngày 3 tháng 9 rằng hai buổi biểu diễn trong Cuộc thi trình diễn pháo hoa quốc tế Ma Cao, dự kiến tổ chức vào tối ngày 7 tháng 9, bị hoãn lại.

#### Đại lục
Vào lúc 20 giờ ngày 3 tháng 9, Cơ quan Kiểm soát Lũ lụt và Cứu trợ Hạn hán Quốc gia Trung Quốc đã ban hành lệnh ứng phó khẩn cấp ở cấp độ IV về phòng chống lũ lụt và bão ở các tỉnh Quảng Đông và Hải Nam. Để chuẩn bị phòng chống bão Yagi, các trường học trên toàn tỉnh Hải Nam đã đóng cửa vào ngày 5 tháng 9 và các hoạt động vận chuyển và hàng hải địa phương bị đình chỉ vào ngày hôm sau. Cơn bão dự kiến sẽ đổ bộ gần Quỳnh Hải. Đài Khí tượng Hải Nam dự báo Yagi có thể là cơn bão mạnh nhất tấn công đảo này kể từ bão Rammasun năm 2014. Tại tỉnh Quảng Đông, tất cả các điểm tham quan ven biển và các hoạt động đã bị hủy bỏ cùng với các chuyến bay tại sân bay Kim Loan Châu Hải. Hơn 400.000 người đã được sơ tán.
Cảnh báo khẩn cấp cũng được ban hành ở các vùng ven biển phía Nam của tỉnh Quảng Tây. Tại tỉnh Vân Nam, Sở Tài nguyên nước tỉnh Vân Nam đã kích hoạt lệnh ứng phó khẩn cấp phòng chống lũ lụt cấp IV cho các khu vực Văn Sơn, Hồng Hà, Ngọc Khê, Phổ Nhĩ, Lâm Thương vào lúc 16 giờ ngày 5 tháng 9. Cục Khí tượng tỉnh Vân Nam đã kích hoạt trạng thái ứng phó khẩn cấp cấp III vào lúc 10 giờ 30 ngày 6 tháng 9.

### Việt Nam
Theo Trung tâm Dự báo khí tượng thủy văn quốc gia, bão Yagi dự kiến sẽ đổ bộ vào Việt Nam giữa các khu vực Quảng Ninh và Hải Phòng. Để đối phó, chính quyền Việt Nam đã khuyến cáo ngư dân không nên đánh bắt cá ở các vùng biển nguy hiểm, tổ chức các hoạt động ngoài trời và đề nghị tăng cường bảo vệ nhà cửa, kiểm tra đê điều, đặc biệt là tại các điểm mà bão sẽ đổ bộ. Một số tỉnh và thành phố như Hải Phòng, Quảng Ninh, Bắc Giang, Nam Định, Thái Bình, Hà Nội, Hà Nam, Phú Thọ, Ninh Bình và Thanh Hóa  cũng yêu cầu học sinh nghỉ học để tránh bão. Nhiều trường đại học, cao đẳng và học viện đã đình chỉ lớp học. Ngoài ra, các sân bay bao gồm Nội Bài (Hà Nội), Cát Bi (Hải Phòng), Vân Đồn (Quảng Ninh) và Thọ Xuân (Thanh Hóa) được yêu cầu tạm dừng hoạt động vào ngày 7 tháng 9 trong các khoảng thời gian cụ thể. Một số phương tiện truyền thông địa phương đã gợi ý cư dân sử dụng Google Maps để theo dõi đường đi của bão và cập nhật tình hình.
Lần đầu tiên trong lịch sử, cơ quan chức năng Việt Nam ban hành cảnh báo cấp độ rủi ro thiên tai là cấp 4 cho khu vực Vịnh Bắc Bộ. Vào sáng ngày 6 tháng 9, một ngày trước khi bão đổ bộ vào Việt Nam, Thủ tướng Phạm Minh Chính đã ban hành chỉ thị khẩn cấp tới nhiều tỉnh, thành phố và các bộ trưởng liên quan, yêu cầu họ hành động kịp thời để ứng phó và giảm thiểu thiệt hại do bão gây ra. Một Sở Chỉ huy tiền phương phòng chống bão Yagi đã được Chính phủ Việt Nam thành lập, đặt tại Hải Phòng. Phó thủ tướng Trần Hồng Hà yêu cầu các tỉnh thành chống bão quyết liệt trên tinh thần "hành động không nuối tiếc", thậm chí tuyên bố sẽ "xử lý nghiêm" trách nhiệm của người đứng đầu tỉnh đó nếu có sự chủ quan, lơ là. Các dịch vụ tàu phà giữa đất liền và Phú Quốc cũng bị đình chỉ từ ngày 6 tháng 9. Bộ Công Thương đã chỉ đạo các cơ quan địa phương dự trữ hàng hóa thiết yếu cho 5 đến 10 ngày. Mười hai tuyến đường sắt trong hệ thống đường sắt Bắc-Nam đã bị đình chỉ. Trong khi đó, chính quyền các tỉnh ven biển Quảng Ninh, Hải Phòng, Thái Bình, Nam Định, Ninh Bình, Thanh Hóa, Nghệ An đã ban hành lệnh cấm biển.
Một trận đấu bóng đá giữa hai đội tuyển bóng đá quốc gia Nga và Thái Lan dự kiến diễn ra ngày 7 tháng 9 tại giải giao hữu LPBank Cup 2024 đã bị VFF hủy bỏ trước những ảnh hưởng của siêu bão Yagi. Khi nhận được thông tin bão Yagi có khả năng ảnh hưởng đến miền Bắc, người dân Hà Nội và Hải Phòng đã đến các siêu thị, chợ dân sinh mua rau củ quả, thực phẩm, buộc các siêu thị liên tục phải cung cấp hàng hóa.

### Những nơi khác
Cảnh báo mưa lớn và lũ lụt đã được ban hành ở Lào, Campuchia và Thái Lan. Lượng mưa cũng được dự kiến sẽ ảnh hưởng đến một số khu vực của Myanmar giáp với Lào và Thái Lan. Một cảnh báo lũ lụt đã được Ủy hội sông Mê Công ban hành tại Luang Prabang vào ngày 12 tháng 9. Cảnh báo lũ lụt cũng đã được ban hành vào ngày 14 tháng 9 tại Viêng Chăn, Nong Khai và Chiang Khan.

## Tác động
| Quốc gia / vùng lãnh thổ | Tử vong | Bị thương | Mất tích | Thiệt hại (USD 2024) |
| ------------------------ | ------- | --------- | -------- | -------------------- |
| Philippines              | 21      | 22        | 26       | ≥60,08 triệu         |
| Hồng Kông                | 0       | 9         | 0        | Không biết           |
| Ma Cao                   | 0       | 2         | 0        | Không biết           |
| Trung Quốc đại lục       | 4       | 95        | 0        | 10 tỉ                |
| Việt Nam                 | 325     | 2.046     | 20       | 3,47 tỉ              |
| Lào                      | 7       | 0         | 0        | ≥32,56 triệu         |
| Thái Lan                 | 52      | 111       | 0        | ≥904 triệu           |
| Myanmar                  | 433     | 48        | 79       | 222 triệu            |
| Tổng cộng                | 844     | 2.333     | 125      | ≥14,7 tỷ $           |

### Philippines
Cơn bão Yagi, kết hợp với tác động của gió mùa Tây Nam, đã khiến 20 người thiệt mạng và 26 người mất tích.  Bão Yagi đã dẫn đến lũ lụt tại Metro Manila và các tỉnh Bulacan, Camarines Norte, Camarines Sur, Cavite, Laguna, Northern Samar, Pangasinan, và Rizal. Tại Vịnh Manila, nhiều tàu đã mắc cạn ngoài khơi Navotas, trong khi hai tàu khác va chạm, gây ra hỏa hoạn trên một trong số đó. Một sà lan cũng bị mắc cạn tại Rosario, Cavite. Tổng thống Bongbong Marcos đã tiến hành thị sát trên không các khu vực đập La Mesa, Marikina và Antipolo, thông báo rằng hơn 16 triệu PHP (tương đương 324.873,1 USD) đã được phân bổ cho các khu vực bị ảnh hưởng nặng nề nhất. Tại Metro Manila, Calabarzon và Bulacan, khoảng 28.000 người đã phải sống trong tình trạng mất điện.

Bão Yagi đi qua vùng đất liền Philippines (ngày 1 tháng 9)

Một tình trạng khẩn cấp đã được tuyên bố tại Camarines Sur, thành phố Naga và Allen, Northern Samar do lũ lụt gây ra bởi bão Yagi. Hội đồng Quản lý và Giảm thiểu Nguy cơ Thiên tai Quốc gia (NDRRMC) báo cáo rằng cơn bão đã ảnh hưởng đến 2.828.710 người và làm 80.842 người phải sơ tán. Cơn bão đã ảnh hưởng đến 7.622 ngôi nhà, trong đó 493 ngôi nhà bị phá hủy hoàn toàn, gây mất điện ở 65 thành phố và đô thị, làm đường bị chặn ở 175 địa điểm và khiến 31 cây cầu không thể đi qua. Bộ Nông nghiệp ước tính rằng bão Yagi đã tác động đến 13.623 ha đất nông nghiệp. Ngoài ra, cơn bão đã làm hư hại 37,471 hécta (92,59 mẫu Anh) cây trồng. Các đập Ambuklao và Binga ở Benguet, cũng như các đập Bustos và Ipo ở Bulacan đã được mở để điều tiết mực nước dâng cao do Yagi mang đến, trong khi đập La Mesa ở thành phố Quezon tràn bờ, làm dấy lên lo ngại về lũ lụt ở sông Tullahan.

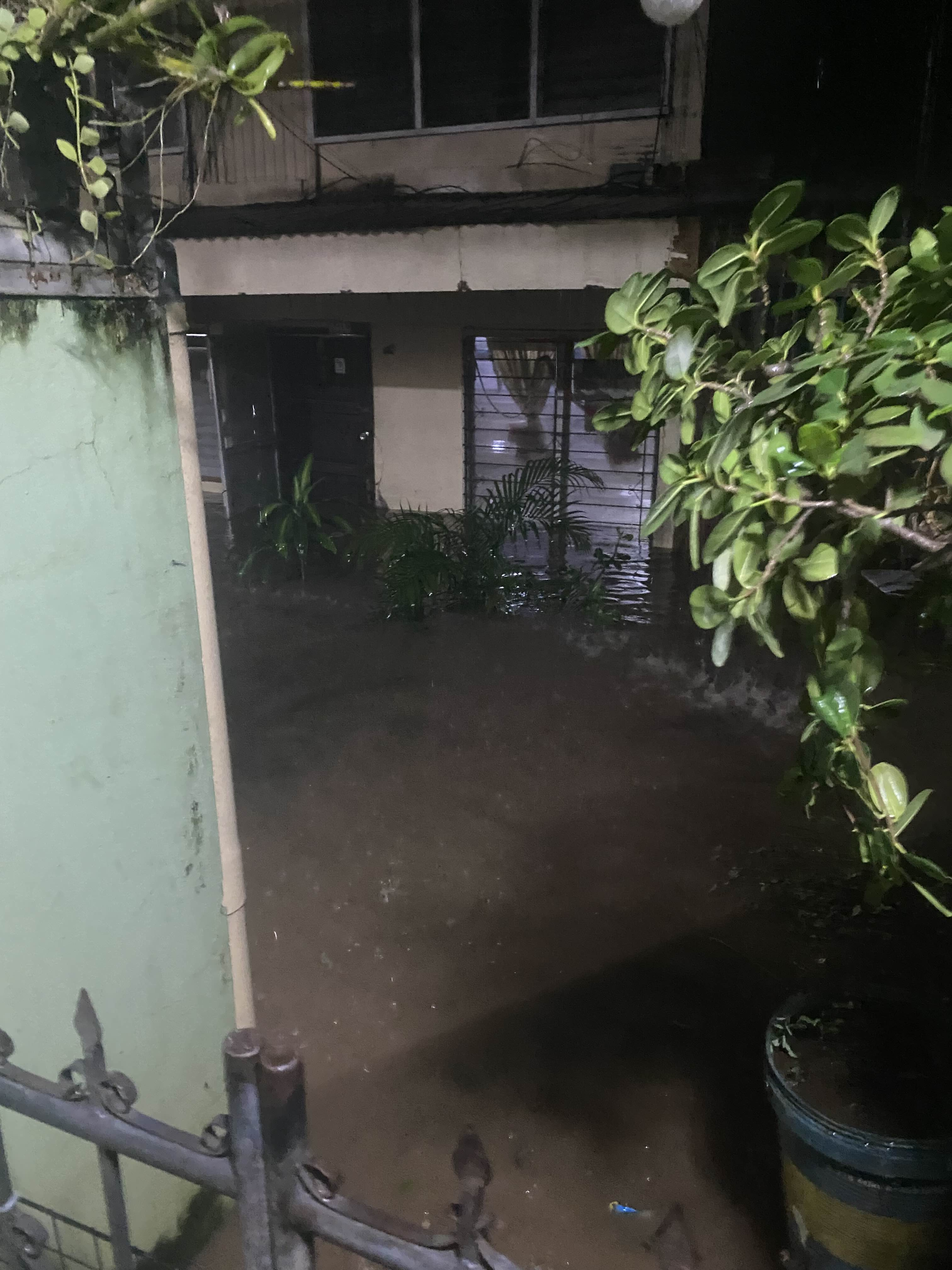
Nước lụt tràn vào nhà dân ở Rizal sau bão Yagi

Mặc dù Yagi đã rời khỏi Khu vực Trách nhiệm của Philippines, tác động của nó vẫn gây mưa tại khu vực Bắc Luzon. Vào ngày 4 tháng 9, tiểu hành tinh nhỏ 2024 RW1, tạm gọi là CAQTDL2 và có kích thước khoảng 1 m (3 ft 3 in), đã đi vào bầu khí quyển của Trái Đất qua Philippines; nó được Jacqueline Fazekas phát hiện tại khu vực Catalina Sky Survey do NASA tài trợ, mặc dù việc quan sát từ mặt đất gặp nhiều thách thức do ảnh hưởng xấu từ cơn bão Yagi.
Tổng thiệt hại gây ra do Yagi tại Philippines lên tới 2,96 tỷ peso (60,08 triệu đô la Mỹ). Con số này bao gồm 2,26 tỷ peso (45,89 triệu đô la Mỹ) thiệt hại về nông nghiệp và 698,9 triệu peso (14,19 triệu đô la Mỹ) thiệt hại về cơ sở hạ tầng.

### Hồng Kông và Ma Cao
Tại Hồng Kông, tốc độ gió giật tối đa đạt 149 km/h (cấp 13) tại Ngong Ping. Yagi đã làm chín người bị thương tại Hồng Kông và khiến 270 người phải di tản. Có 119 báo cáo về cây đổ, 1 báo cáo về lũ lụt và 1 báo cáo về lở đất được đưa ra tại Hồng Kông. Một vòi rồng nước đã được báo cáo ở vùng biển phía Đông của lãnh thổ vào ngày 6 tháng 9. Tại Ma Cao, ghi nhận được gió bão cấp 8, giật cấp 9 do ảnh hưởng của hoàn lưu bão Yagi. Hai người bị thương và mười người khác phải di tán ở đặc khu này. Tuy nhiên, sau khi "Tín hiệu Số 8" tại Ma Cao bị hủy bỏ, vận tải đường biển, đường bộ và đường hàng không đã trở về trạng thái bình thường, đồng thời giao thông đường bộ và đường biển xuyên biên giới giữa Hồng Kông và Ma Cao cũng lần lượt được nối lại bình thường.

### Trung Quốc đại lục

#### Gió mạnh và mưa lớn
| Các trạm đo trên mặt đất                   | Các trạm đo trên mặt đất                   | Các trạm đo trên mặt đất | Các trạm đo trên mặt đất | Các trạm đo trên mặt đất |
| Tỉnh, khu tự trị                           | Điểm đo hoặc tên trạm đo                   | Gió mạnh (gió duy trì)   | Gió giật                 | Nguồn                    |
| ------------------------------------------ | ------------------------------------------ | ------------------------ | ------------------------ | ------------------------ |
| Hải Nam                                    | Quần đảo Thất Châu                         | 219 km/h (cấp 17)        | 268 km/h (trên cấp 17)   | [ 32 ]                   |
| Hải Nam                                    | Long Lâu (Văn Xương)                       | 172 km/h (cấp 15)        | 240 km/h (trên cấp 17)   | [ 36 ] [ 147 ]           |
| Hải Nam                                    | Phô Tiền (Văn Xương)                       | -                        | 212 km/h (cấp 17)        | [ 148 ]                  |
| Hải Nam                                    | Đông Lộ (Văn Xương)                        | -                        | 200 km/h (cấp 16)        | [ 148 ]                  |
| Hải Nam                                    | Nội thành Hải Khẩu                         | -                        | 207 km/h (cấp 17)        | [ 148 ]                  |
| Hải Nam                                    | Diễn Phong (Hải Khẩu)                      | -                        | 206 km/h (cấp 17)        | [ 148 ]                  |
| Hải Nam                                    | Đại Trí Pha (Hải Khẩu)                     | -                        | 194 km/h (cấp 16)        | [ 148 ]                  |
| Hải Nam                                    | Linh Sơn (Hải Khẩu)                        | -                        | 185 km/h (cấp 16)        | [ 148 ]                  |
| Hải Nam                                    | Đông Sơn (Hải Khẩu)                        | -                        | 185 km/h (cấp 16)        | [ 148 ]                  |
| Hải Nam                                    | Kiều Đầu (Trừng Mại)                       | -                        | 224 km/h (trên cấp 17)   | [ 148 ]                  |
| Hải Nam                                    | Lão Thành (Trừng Mại)                      | -                        | 216 km/h (cấp 17)        | [ 148 ]                  |
| Hải Nam                                    | Bác Hậu (Lâm Cao)                          | -                        | 156 km/h (cấp 14)        | [ 148 ]                  |
| Hải Nam                                    | Huyện lỵ huyện Định An                     | -                        | 152 km/h (cấp 14)        | [ 148 ]                  |
| Quảng Đông                                 | Nam Sơn (Từ Văn, Trạm Giang)               | 167 km/h (cấp 15)        | 221 km/h (trên cấp 17)   | [ 39 ]                   |
| Quảng Đông                                 | Dương Giang                                | 107 km/h (cấp 11)        | -                        | [ 149 ]                  |
| Quảng Đông                                 | Điện Thành (Điện Bạch, Mậu Danh)           | 105 km/h (cấp 11)        | -                        | [ 149 ]                  |
| Quảng Đông                                 | Xuyên Đảo (Đài Sơn, Giang Môn)             | 102 km/h (cấp 10)        | 155 km/h (cấp 14)        | [ 149 ] [ 150 ]          |
| Quảng Đông                                 | Đại Bằng (Thâm Quyến)                      | 95 km/h (cấp 10)         | 144 km/h (cấp 13)        | [ 149 ] [ 151 ]          |
| Quảng Tây                                  | Đông Hưng (Phòng Thành Cảng)               | -                        | 120 km/h (cấp 12)        | [ 152 ]                  |
| Quảng Tây                                  | Ngân Than (Ngân Hải, Bắc Hải)              | -                        | 94 km/h (cấp 10)         | [ 152 ]                  |
| Quảng Tây                                  | Quý Đài (Khâm Bắc, Khâm Châu)              | -                        | 94 km/h (cấp 10)         | [ 152 ]                  |
| Các trạm đo trên mặt biển                  |                                            |                          |                          |                          |
| Điểm đo hoặc tên trạm đo                   | Điểm đo hoặc tên trạm đo                   | Gió mạnh (gió duy trì)   | Gió giật                 | Nguồn                    |
| Giàn khoan dầu Văn Xương                   | Giàn khoan dầu Văn Xương                   | 193 km/h (cấp 16)        | 247 km/h (trên cấp 17)   | [ 39 ]                   |
| Phao khí tượng gần Hải Nam                 | Phao khí tượng gần Hải Nam                 |                          | 237 km/h (trên cấp 17)   | [ 31 ]                   |
| Trang trại gió nằm ở vùng biển Trạm Giang  | Trang trại gió nằm ở vùng biển Trạm Giang  | -                        | 274 km/h (trên cấp 17)   | [ 153 ]                  |
| Phao khí tượng trên vịnh Bắc Bộ            | Phao khí tượng trên vịnh Bắc Bộ            | -                        | 195 km/h (cấp 16)        | [ 154 ]                  |
| Giàn khoan dầu WZ11-1N, trên vịnh Bắc Bộ   | Giàn khoan dầu WZ11-1N, trên vịnh Bắc Bộ   | -                        | 212 km/h (cấp 17)        | [ 152 ]                  |
| Trang trại gió ngoài khơi Phòng Thành Cảng | Trang trại gió ngoài khơi Phòng Thành Cảng | 174 km/h (cấp 15)        | 206 km/h (cấp 17)        | [ 155 ]                  |

Theo thông tin ban đầu từ Đài Khí tượng Hải Nam thuộc Cục Khí tượng Trung Quốc (CMA), bão Yagi đã đổ bộ vào trấn Ông Điền, thuộc thành phố Văn Xương, Hải Nam vào thời điểm 16:20 ngày 6 tháng 9 (giờ địa phương) với sức gió duy trì ước tính đạt 62 m/s (225 km/h), tương ứng sức gió đạt trên cấp 17. Cường độ đổ bộ vào Hải Nam theo CMA sau đánh giá lại hầu như không có sự có sự thay đổi. CMA cũng coi đây là cơn bão mạnh nhất đổ bộ vào Trung Quốc vào mùa thu kể từ năm 1949. Sức gió duy trì đạt cấp 17 và giật trên cấp 17 đã được ghi nhận tại quần đảo Thất Châu, thuộc Văn Xương. Sức gió giật cao nhất trên đảo Hải Nam đạt trên cấp 17 ở trấn Long Lâu (Văn Xương). Gió giật cục bộ từ cấp 15 đến cấp 17 ghi nhận ở Hải Khẩu và Trừng Mại. Gió giật mạnh phổ biến từ cấp 11 đến cấp 15 ở phía Bắc đảo Hải Nam. Lượng mưa 692,5 mm đã được ghi nhận tại một địa điểm ở huyện Lạc Đông, có 9 hương, trấn hoặc khu ghi nhận lượng mưa vượt 400 mm và 3 hương, trấn hoặc khu lượng mưa vượt 500 mm.
Thông tin ban đầu của Trung tâm Khí tượng Quốc gia Trung Quốc (NMC) cho biết bão đổ bộ huyện Từ Văn (Trạm Giang, Quảng Đông) với sức gió 58 m/s (210 km/h), tương ứng với sức gió cấp 17 vào khoảng đêm ngày 6 tháng 9. Tuy nhiên CMA không ghi nhận thông tin bão đổ bộ vào đất liền Từ Văn sau khi phân tích lại diễn biến bão. Trên bán đảo Lôi Châu và một phần vùng biển của tỉnh Quảng Đông ghi nhận gió trung bình từ cấp 12 đến cấp 15 và gió giật từ cấp 15 trở lên, vùng ven biển từ Mậu Danh đến cửa sông Châu Giang nhìn chung ghi nhận gió trung bình từ cấp 8 đến cấp 11 và gió giật từ cấp 9 đến cấp 12, cá biệt một số nơi tại Thâm Quyến và Giang Môn ghi nhận có gió giật cấp 13, cấp 14. Theo số liệu ghi nhận từ 20:00 ngày 5 đến 08:00 ngày 7, tổng lượng mưa trung bình trên địa bàn tỉnh Quảng Đông đạt 46,1 mm; trấn Hạ Kiều (huyện Từ Văn) ghi nhận tổng lượng mưa 415,6 mm và tổng lượng mưa trong 1 giờ tối đa đạt 90,5 mm.
Tại Quảng Tây, hoàn lưu cơn bão gây ra ảnh hưởng tương đối mạnh ở trên biển, nhưng tác động trên đất liền yếu hơn so với dự báo. Một giàn khoan dầu, một phao khí tượng và một trang trại gió thuộc sở hữu của Trung Quốc ở trên vịnh Bắc Bộ, phía Nam Quảng Tây quan trắc được gió giật mạnh cấp 16–17. Trên đất liền Quảng Tây, một số trạm vùng ven biển Quảng Tây ghi nhận gió giật từ cấp 10–12. Theo số liệu đo mưa từ 20:00 ngày 6 tháng 9 đến 08:00 ngày 9 tháng 9, tại Phòng Thành Cảng có nơi ghi nhận lượng mưa 808,1 mm và có 5 trấn và hương ghi nhận lượng mưa từ 400 mm đến 600 mm, ngoài ra toàn Quảng Tây có 28 trấn và hương ghi nhận lượng mưa từ 250 mm đến 400 mm và 242 trấn và hương ghi nhận lượng mưa từ 100 mm đến 250 mm.
Cơn bão cũng gây ra mưa lớn trên diện rộng ở phía Nam tỉnh Vân Nam. Tổng lượng mưa tích lũy do hoàn lưu cơn bão gây ra vượt 300 mm tại 32 trạm quan trắc, trấn Kim Xưởng (Mã Quan) ghi nhận tổng lượng mưa đạt 454,6 mm. Tổng lượng mưa trong 1 ngày tại nhiều trạm đã phá kỉ lục lịch sử.

#### Tác động tới đời sống và kinh tế
Cơn bão khiến 4 người tử vong và 95 người bị thương tại Hải Nam, khoảng 526.100 người bị ảnh hưởng bởi cơn bão, tính tới 15:00 ngày 7 tháng 9 (giờ Trung Quốc). Theo các báo cáo ban đầu, thiệt hại kinh tế do bão Yagi gây ra tại Hải Nam lên tới gần 80 tỷ nhân dân tệ (khoảng 11,3 tỷ USD) tại 4 huyện cấp thị và huyện Hải Khẩu, Văn Xương, Lâm Cao, Trừng Mại, bằng 9,4% GDP của tỉnh Hải Nam năm 2023 và gấp khoảng 6 lần thiệt hại do bão Rammasun gây ra. Tuy nhiên, báo cáo của Bộ Quản lý khẩn cấp Trung Quốc sau đó cho biết thiệt hại kinh tế liên quan trực tiếp tới bão Yagi tại Trung Quốc là 72,03 tỷ nhân dân tệ (khoảng 10 tỷ USD). Thống kê về thiệt hại liên quan tới hạ tầng giao thông nhiều nơi trên toàn tỉnh Hải Nam tính tới 11 tháng 9 cho thấy có 772 đèn giao thông và 1.346 thiết bị giám sát đường cao tốc không hoạt động; 174.000 mét lan can giao thông và 3.985 biển báo giao thông bị hư hỏng. Thống kê thiệt hại về nông nghiệp và ngư nghiệp (chưa bao gồm một số huyện và huyện cấp thị) tại Hải Nam tính tới 12:00 ngày 8 tháng 9, sản lượng cây nông nghiệp bị thiệt hại lên tới 246.500 tấn, thiệt hại kinh tế về nông nghiệp trồng trọt ở Hải Nam lên tới 3,174 tỷ nhân dân tệ, thiệt hại liên quan tới chăn nuôi lên tới 2,371 tỷ nhân dân tệ, thiệt hại về thuỷ hải sản lên tới hơn 6,4 tỷ nhân dân tệ chưa bao gồm thiệt hại các tàu cá ở Hải Nam. Sự cố mất điện trên đảo ảnh hưởng đến khoảng 830.000 hộ gia đình và cây đổ cũng đã được báo cáo. Đến ngày 7 tháng 9; 1,2 triệu người tại khu vực này vẫn không có điện.
Nhiều turbine gió, trong đó có những turbine trị giá hàng chục triệu nhân dân tệ mỗi chiếc ở Văn Xương bị đổ, hư hỏng. Nhiều trang trại, cơ sở chăn nuôi gà ở Văn Xương bị bão tàn phá nặng nề và nguồn cung gà ở thành phố này có thể bị ảnh hưởng sau bão. Hạ tầng điện lưới, nước, giao thông ở Văn Xương và nhiều cơ sở hạ tầng khác bị hư hại nghiêm trọng. Thiệt hại kinh tế tại Văn Xương theo thống kê sơ bộ tính tới ngày 7 tháng 9 lên tới 32,7 tỷ nhân dân tệ. Tại Hải Khẩu, có 105.500 người phải đi sơ tán khẩn cấp, 32.424 ngôi nhà bị hư hại, trên 167.800 cây bị đổ, 56.742 ha hoa hàu bị thiệt hại, thiệt hại kinh tế khoảng 26,324 tỷ nhân dân tệ. Thiệt hại kinh tế tại các huyện Lâm Cao và Trừng Mại lần lượt là khoảng 9,649 tỷ nhân dân tệ và 11,45 tỷ nhân dân tệ.
Tại huyện Từ Văn, cực Nam của thành phố Trạm Giang ghi nhận nhiều cây cối bị đổ, biển quảng cáo và kính vỡ vụn rơi xuống đất, theo một số người dân tình trạng bị cắt điện và nước xảy ra vào khoảng 4 giờ chiều ngày 6 tháng 9. Gió mạnh và mưa lớn tại huyện Từ Văn do bão gây ra cũng gây ra thiệt hại cho một số ngôi nhà. Có 71 người bị mắc kẹt sau khi sự cố về tường của một toà nhà ở huyện Từ Văn xảy ra vào khoảng 22:00 ngày 6 tháng 9. Một chiếc xe tải ở trên đường tại Từ Văn bị lật trên đường khiến tài xế bị mắc kẹt. Thiệt hại kinh tế tại Trạm Giang khoảng 3,3 tỷ nhân dân tệ (470 triệu USD). Bộ Thủy lợi Trung Quốc cho biết mực nước lũ tại 20 con sông tại Quảng Tây vượt mức cảnh báo do mưa từ hoàn lưu cơn bão, gây ngập lụt tại thủ phủ Nam Ninh của khu tự trị này. Mực nước các sông Nậm Thi và sông Hồng ở tỉnh Vân Nam dâng lên nhanh chóng do mưa lớn, 6 trấn và hương ở huyện Hà Khẩu bị ngập lụt, 814 hộ gia đình bị ảnh hưởng, 2.130 người phải đi sơ tán, thiệt hại kinh tế do lũ lụt khoảng gần 20 triệu nhân dân tệ.

### Việt Nam

#### Gió mạnh, mưa lớn và nước dâng

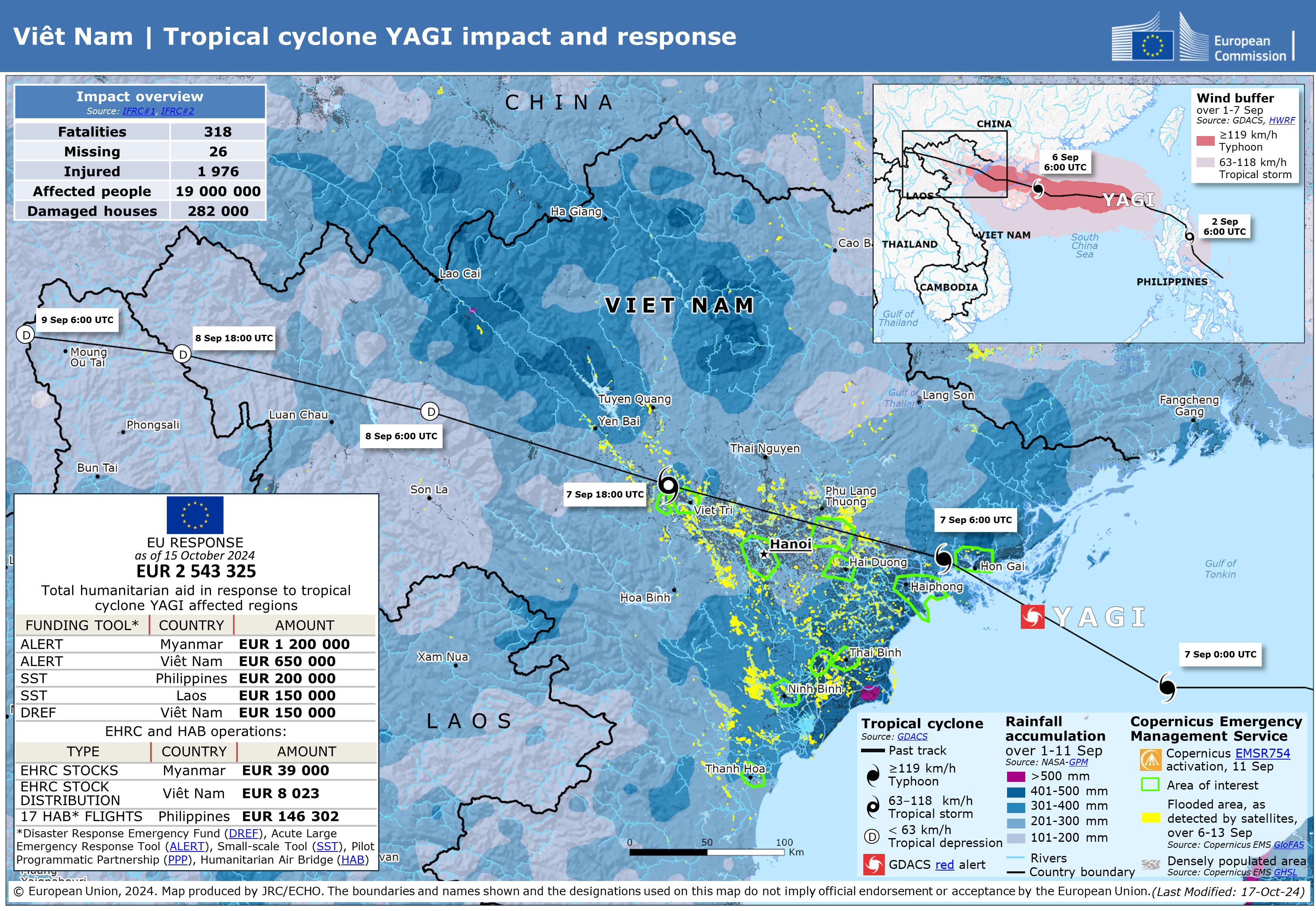
Bản đồ mô tả ảnh hưởng của bão Yagi tại Việt Nam

Bão Yagi đổ bộ vào Quảng Ninh vào khoảng 14:00 (giờ Việt Nam) ngày 7 tháng 9 năm 2024. Trong các báo cáo chính thức của khí tượng Việt Nam, trạm khí tượng Bãi Cháy là trạm ghi được gió mạnh nhất trên đất liền với sức gió quan trắc đạt cấp 14 giật trên cấp 17. Tuy nhiên, bản báo cáo ban đầu của Tổng cục Khí tượng Thủy văn Việt Nam lên Uỷ ban Bão Châu Á – Thái Bình Dương cho biết cơn bão đổ bộ với cường độ gió mạnh cấp 12–14, vùng gần tâm bão gió mạnh cấp 14–15, trạm khí tượng Bãi Cháy đo được gió cấp 15.
Bên cạnh đó, các trạm trên đảo Bạch Long Vĩ và Cô Tô ghi nhận gió bão mạnh cấp 13. Tại một số trạm khác trên đất liền và các đảo sát bờ Quảng Ninh, Hải Phòng ghi nhận gió mạnh cấp 10–12 giật cấp 12–15; Hải Dương ghi nhận gió mạnh cấp 10 đến cấp 13; Hưng Yên, Bắc Ninh, Bắc Giang, Vĩnh Phúc, Thái Bình ghi nhận có gió cấp 8, cấp 9 giật cấp 9–12 (tại Ba Lạt, Thái Bình ghi nhận gió giật 128 km/h, tương đương cấp 12) và các nơi khác ở phía Đông Bắc Bộ có gió cấp 6, cấp 7, bao gồm Thủ đô Hà Nội.
| Tỉnh thành | Địa điểm hoặc tên trạm đo | Gió mạnh (gió duy trì)   | Gió giật                   | Nguồn          |
| ---------- | ------------------------- | ------------------------ | -------------------------- | -------------- |
| Quảng Ninh | Cô Tô                     | 144 km/h (cấp 13)        | 202 km/h (56 m/s, cấp 16)  | [ 186 ]        |
| Quảng Ninh | Đầm Hà                    | 109 km/h (cấp 11)        | 144 km/h (cấp 13)          | [ 186 ]        |
| Quảng Ninh | Cửa Ông                   | 119 km/h (cấp 12)        | 158 km/h (cấp 14)          | [ 186 ]        |
| Quảng Ninh | Cảng xi măng Hạ Long      | 145 km/h (cấp 13)        | 195 km/h (cấp 16)          | [ 190 ]        |
| Quảng Ninh | Cảng xăng dầu B12         | 145 km/h (cấp 13)        | 212 km/h (cấp 17)          | [ 191 ]        |
| Quảng Ninh | Bãi Cháy                  | 162–180 km/h (cấp 14–15) | 223–227 km/h (trên cấp 17) | [ 46 ] [ 186 ] |
| Quảng Ninh | Uông Bí                   | 108 km/h (cấp 11)        | 162 km/h (cấp 14)          | [ 186 ]        |
| Quảng Ninh | Sân bay quốc tế Vân Đồn   | 89 km/h (cấp 10)         | 137 km/h (cấp 13)          | [ 193 ]        |
| Hải Phòng  | Bạch Long Vĩ              | 138 km/h (cấp 13)        | 170 km/h (cấp 15)          | [ 186 ]        |
| Hải Phòng  | Hòn Dấu                   | 90 km/h (cấp 10)         | 126 km/h (cấp 12)          | [ 186 ]        |
| Hải Phòng  | Cát Hải                   | 123 km/h (cấp 12)        | 154 km/h (cấp 14)          | [ 186 ]        |
| Hải Phòng  | Phù Liễn                  | 104 km/h (cấp 11)        | 180 km/h (cấp 15)          | [ 186 ]        |
| Hải Phòng  | Sân bay quốc tế Cát Bi    | 93 km/h (cấp 10)         | 169 km/h (cấp 15)          | [ 193 ]        |
| Hải Dương  | Chí Linh                  | 144 km/h (cấp 13)        | -                          | [ 186 ]        |
| Hải Dương  | Hải Dương                 | 94 km/h (cấp 10)         | 126 km/h (cấp 12)          | [ 186 ]        |
| Lạng Sơn   | Mẫu Sơn                   | 112 km/h (cấp 11)        | 137 km/h (cấp 13)          | [ 186 ]        |

Hoàn lưu cơn bão kết hợp với một dải hội tụ nhiệt đới đã gây ra một đợt mưa lớn trên diện rộng ở khu vực Bắc Bộ và Thanh Hoá với tổng lượng mưa phổ biến tính từ 7 giờ ngày 7 tháng 9 đến 7 giờ ngày 12 tháng 9 (theo giờ Việt Nam) phổ biến 250–450 mm, có nơi cao hơn 550 mm, lượng mưa do bão góp phần khiến cho lượng mưa trong 10 ngày đầu tháng 9 tại 83 trong tổng số 84 trạm đo vượt trung bình hằng năm từ 4 đến 6 lần. Tại thành phố Yên Bái ghi nhận lượng mưa trên 200 mm chỉ trong 2 giờ đồng hồ.
Do mưa lớn, mực nước tại các hệ thống sông chính tại miền Bắc là hệ thống sông Hồng và hệ thống sông Thái Bình lên nhanh, gây ra một đợt lũ lớn tại khu vực này từ ngày 8 đến ngày 15 tháng 9; ngập lụt sâu diện rộng diễn ra tại 20 tỉnh thành thuộc khu vực Bắc Bộ. Trên hệ thống sông Hồng, đoạn thượng nguồn ở Việt Nam là sông Thao, đo tại Bảo Hà (Lào Cai), đã vượt mức lũ lụt lịch sử 1971 là 1,02 m. Đoạn sông Thao qua Yên Bái, đỉnh lũ cũng vượt mức lịch sử năm 1968 trên 1 m. Ở vùng hạ du, mực nước sông Hồng tại trạm Hà Nội cũng lên cao nhất 20 năm qua khi đạt đỉnh lũ 11,3 m; dưới báo động 3 là 0,2 m vào rạng sáng ngày 12 tháng 9. Trong khi đó, ở vùng ngoại thành Hà Nội, nước sông dâng lên mức vượt báo động 3 tại một số sông nhỏ là nhánh của sông Đáy như như sông Tích, sông Bùi. Ngoài ra, các vùng hạ nguồn như Hà Nam (sông Đáy), Ninh Bình (sông Hoàng Long), đỉnh lũ cũng đạt trên báo động 3, gây ngập lụt sâu nhiều vùng, trong đó tại Ninh Bình, chính quyền tỉnh này đã phát lệnh di dân chiều ngày 12 tháng 9 nhưng lại gỡ bỏ chưa đầy một ngày sau. Đối với hệ thống sông Thái Bình, đỉnh lũ trên sông Cầu tại Thái Nguyên đạt 28,9 m; tức trên 1,9 m so với mực nước báo động 3; đỉnh lũ sông Cầu tại Bắc Ninh và sông Thương tại Bắc Giang cũng đạt ngưỡng trên báo động 3. Tại Hải Dương, đỉnh lũ các sông Thái Bình, sông Kinh Thầy đạt mức cao nhất trong 28 năm, vượt mức báo động 3. Trong đó, đỉnh lũ sông Thái Bình tại Phả Lại đạt mức 6,26 m vào chiều tối ngày 12 tháng 9, cao nhất từ năm 2003 đến nay. Lũ lớn cũng xuất hiện ở một số sông khác tại miền Bắc Việt Nam như sông Ninh Cơ, sông Kinh Môn, sông Gùa, sông Trà Lý; trong đó có một số sông đạt đỉnh lũ vượt hoặc tiệm cận giá trị lịch sử. Một số nơi tại Hải Phòng ghi nhận nước dâng, ngập sâu 0,5 m.
Bên cạnh đó, mưa lớn do bão cũng làm nước từ thượng nguồn chảy về Hồ thủy điện Thác Bà khiến mực nước tại hồ này dâng lên nhanh, được đánh giá "đạt mức lịch sử" lên đến 5,6 nghìn mét khối trên giây, hồ phải xả lũ 3 cửa. Chính quyền Việt Nam đã chuẩn bị đến khả năng phải phá đập phụ, tuy nhiên sau đó mực nước về hồ giảm dần, phương án phá đập không phải thực hiện và thủy điện Thác Bà an toàn. Ngoài ra, hồ Hòa Bình và hồ Tuyên Quang lần lượt mở 2 và 8 cửa xả đáy.

#### Thiệt hại do bão và mưa lũ sau bão
Trước khi bão Yagi đổ bộ vào đất liền, cơn bão đã khiến một người chết và làm bật gốc nhiều cây xanh ở Thành phố Hồ Chí Minh vào ngày 4 tháng 9. Một số mái nhà bị thổi bay cùng với một số cột điện bị đổ ngã ở tỉnh Bình Dương, gây mất điện ở một số khu vực vào ngày 4 tháng 9. Trước khi bão đổ bộ, vào ngày 6 tháng 9 cơn bão đã nhổ bật gốc cây, mái nhà và biển báo trên khắp cả nước, khiến ba người chết và bảy người bị thương.
| TT                                                             | Tên bão                             | Thiệt hại (nghìn tỷ đồng) | Nguồn   |
| -------------------------------------------------------------- | ----------------------------------- | ------------------------- | ------- |
| 1                                                              | Yagi (bão số 3 năm 2024)            | 84,544                    | [ 213 ] |
| 2                                                              | Damrey (bão số 12 năm 2017)         | 22,680                    | [ 214 ] |
| 3                                                              | Doksuri (bão số 10 năm 2017)        | 18,402                    | [ 214 ] |
| 4                                                              | Ketsana (bão số 9 năm 2009)         | 16,078                    | [ 215 ] |
| 5                                                              | Wutip (bão số 10 năm 2013)          | 13,605                    | [ 216 ] |
| 6                                                              | Molave (bão số 9 năm 2020)          | 13,271                    | [ 217 ] |
| 7                                                              | Áp thấp nhiệt đới tháng 10 năm 2017 | 13,142                    | [ 214 ] |
| 8                                                              | Son-Tinh (bão số 8 năm 2012)        | 11,170                    | [ 218 ] |
| 9                                                              | Xangsane (bão số 6 năm 2006)        | 10,150                    | [ 219 ] |
| 10                                                             | Durian (bão số 9 năm 2006)          | 7,234                     | [ 220 ] |
| Nguồn: Cục Quản lý đê điều và Phòng, chống thiên tai, Tổng hợp |                                     |                           |         |

Bão Yagi và mưa lũ sau bão đã gây ra hậu quả nghiêm trọng cho Việt Nam, là đợt thiên tai nghiêm trọng nhất tại miền Bắc trong rất nhiều năm trở lại đây. Theo báo cáo của Chính phủ gửi tới Quốc hội Việt Nam tại Kỳ họp thứ 8 Quốc hội khóa XV, bão Yagi và mưa lũ sau bão khiến hơn 280.000 ngôi nhà bị hư hỏng, tốc mái; hơn 120.000 ngôi nhà bị ngập; gần 12.000 lồng bè nuôi trồng thủy sản bị hư hỏng, cuốn trôi. Theo thống kê chính thức của Cục Quản lý đê điều và Phòng, chống thiên tai, bão Yagi và mưa lũ sao bão đã khiến tổng cộng 325 người chết, 20 người mất tích, 2.046 người bị thương, tổn thất kinh tế do bão gây ra lên tới 84.544 tỷ đồng (3,47 tỷ USD). Con số thiệt hại kinh tế được cho là tương đương với tổng thu ngân sách nhà nước toàn vùng Trung du và miền núi phía Bắc; trong đó thiệt hại về nông nghiệp ước tính trên 38 nghìn tỷ đồng (chiếm khoảng 45% tổng thiệt hại về kinh tế). Tại Việt Nam, thiệt hại kinh tế do bão Yagi và mưa lũ sau bão là lớn nhất từ trước tới nay do thiên tai gây ra, thiệt hại kinh tế gấp 4 lần so với trung bình thiệt hại do thiên tai 10 năm gần đây, vượt qua tổng số thiệt hại khoảng 60.000 tỷ đồng của năm 2017 dù đây là năm có nhiều bão đổ bộ vào Việt Nam.
Bão đã gây ra thiệt hại lớn cho Việt Nam về người, tài sản, vật chất, cũng như các hạ tầng kinh tế – xã hội, qua đó gây ảnh hưởng rất lớn đến đời sống vật chất và tinh thần, tâm lý của người dân, bao gồm cả hoạt động sản xuất kinh doanh, đặc biệt là các hoạt động sản xuất nông nghiệp, dịch vụ, du lịch. Việc chịu ảnh hưởng thiệt hại nặng nề tại nhiều tỉnh thành phía Bắc Việt Nam, nhiều thách thức đã được đặt ra trong việc tìm giải pháp để ổn định cuộc sống cho người dân sau thiên tai. Nhiều doanh nghiệp và cá nhân không thể trả nợ đúng hạn cho ngân hàng với tổng dư nợ bị ảnh hưởng lên tới 100.000 tỷ đồng, ngành bảo hiểm đối mặt với nhiều yêu cầu bồi thường. Có hơn 6,1 triệu khách hàng đã bị cắt điện, có nơi bị cắt điện kéo dài nhiều ngày do hệ thống lưới điện bị hư hại, đến ngày 17 tháng 9 vẫn còn hơn 100.000 hộ chưa có điện. Hệ thống thông tin liên lạc cũng bị tàn phá nặng nề, với 9.235 trạm BTS bị mất liên lạc, có nhà mạng mất trên 50% mạng lưới trong bão. Các tuyến đường giao thông bị gián đoạn và hư hại, hơn 110 chuyến bay bị hủy; tính tới 14 tháng 9 có 3.924 vị trí đoạn đường bị thiệt hại do sạt lở đất, sụt nền đường, đứt đường và hư hỏng cầu cống, 253 vị trí mặt đường bị ngập nước và cầu Phong Châu bị sập đổ 2 nhịp. Theo Bộ Giao thông Vận tải, thiệt hại mà bão gây ra đối với hạ tầng giao thông các tỉnh phía Bắc là hơn 3.000 tỷ đồng. Hiệp hội Chế biến và Xuất khẩu Thủy sản Việt Nam cho biết sau cơn bão số 3 Yagi, toàn ngành thủy sản tại Việt Nam "điêu đứng", theo đó các doanh nghiệp chịu thiệt hại về cơ sở vật chất, giảm cơ hội kinh doanh. Giá cổ phiếu của nhiều công ty bảo hiểm đã giảm mạnh từ 1% đến 4,6% tại Sở Giao dịch Chứng khoán Thành phố Hồ Chí Minh vào ngày 10 tháng 9 do những ảnh hưởng tiêu cực từ cơn bão Yagi gây ra. Về giáo dục, nhiều trẻ em không thể đến trường hoặc không còn trường học sau bão lũ.
Tỉnh Quảng Ninh chịu ảnh hưởng mạnh mẽ của bão Yagi, ghi nhận 29 người chết, thiệt hại kinh tế tại tỉnh này ước tính lên tới khoảng 28 nghìn tỷ đồng. Có hơn 102,8 nghìn ngôi nhà bị tốc mái, 254 nhà bị sập, gần 5 nghìn ngôi nhà bị ngập và sạt lở; 27 tàu du lịch, 116 tàu cá, 126 tàu chở hàng, chở người các loại bị đắm hoặc chìm, trên 1,4 nghìn cột điện bị gãy đổ gây mất điện diện rộng, mạng lưới viễn thông bị tê liệt. Thành phố Hạ Long có nơi ghi nhận gió giật cấp 17 trở lên, trong đó Bãi Cháy đã ghi nhận gió giật trên cấp 17, thiệt hại kinh tế lên tới hơn 9.600 tỷ đồng. Huyện Vân Đồn ghi nhận thiệt hại kinh tế trên 3,69 nghìn tỷ đồng, chịu thiệt hại nặng nhất về thuỷ hải sản với tổng sản lượng thuỷ hải sản bị thiệt hại được ước tính lên tới 32 nghìn tấn cùng với đó là hàng chục nghìn tấn hàu, cá mới thả giống, tổng giá trị thiệt hại về nuôi trồng thủy sản trên biển khoảng hơn 2,2 nghìn tỷ đồng. Khoảng trên 117 nghìn ha rừng ở Quảng Ninh bị thiệt hại với mức độ từ 30% đến 100%; chủ yếu là rừng trồng với các loại cây như cây thông, keo, bạch đàn; hệ quả là giai đoạn cuối năm 2024, do thời tiết hanh khô đã liên tục xảy ra cháy. Tại Hải Phòng có 2 người chết do bão, ngoài ra có 1 chiến sĩ không may thiệt mạng trong quá trình hỗ trợ người dân khắc phục hậu quả, thiệt hại kinh tế hơn 13.000 tỷ đồng; trong đó ngành nông nghiêp thiệt hại gần 4.900 tỷ đồng, chiếm gần 40% tổng số thiệt hại. Tại đảo Cát Bà, hơn 4,7 nghìn ngôi nhà cùng hàng chục công trình trường học, y tế và trụ sở bị hư hại nặng, hệ thống thông tin liên lạc, hệ thống điện, hệ thống viễn thông trên đảo Cát Bà bị bão gây thiệt hại nặng nề, tê liệt hoàn toàn; rừng tại đảo cũng bị bão tàn phá, nhiều cây bị gãy ngang thân, trụi lá. Các nhà máy, nhà xưởng, khu công nghiệp ở Quảng Ninh, Hải Phòng bị bão tàn phá, gây thiệt hại nặng nề. Tại Hà Nội, trên 6,5 nghìn ngôi nhà bị hư hỏng; thành phố ghi nhận 4 người tử vong (1 người trong bão, còn lại là do dông lốc trước bão và các sự cố sau bão); hơn 100 nghìn cây xanh bị đổ, gãy; thiệt hại kinh tế tại Hà Nội gần 2,3 nghìn tỷ đồng.

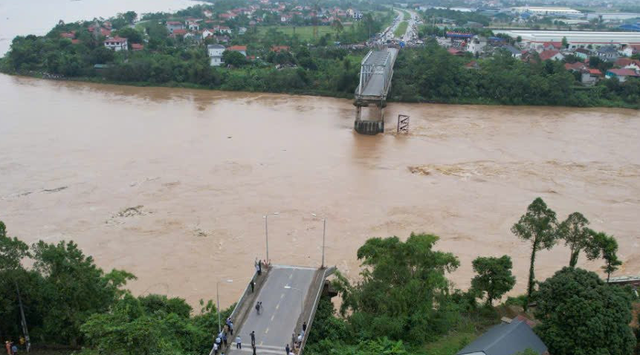
Cầu Phong Châu tại Phú Thọ sập do ảnh hưởng của mưa lũ sau bão Yagi

Những tỉnh Lào Cai, Yên Bái và Cao Bằng được đánh giá là những địa phương hứng chịu hiện tượng lũ quét và lở đất nghiêm trọng nhất. Lào Cai ghi nhận 151 người chết và mất tích (139 người chết và 12 người mất tích), 104 người bị thương, thiệt hại kinh tế trên 7,6 nghìn tỷ đồng. Toàn huyện Bảo Yên thuộc tỉnh này ghi nhận 82 người chết và mất tích, trong đó có 60 người chết và 7 người mất tích do một trận lũ quét nghiêm trọng tại thôn Làng Nủ (xã Phúc Khánh) xảy ra vào ngày 10 tháng 9. Trong trận lũ quét này, núi Con Voi được xem là nơi chứa lượng đất đá khổng lổ cuốn theo dòng nước lũ đã xóa sổ 37 trên 39 căn nhà tại Làng Nủ, chỉ còn 2 ngôi nhà còn nguyên vẹn, và đến ngày 10 tháng 10 việc tìm kiếm nạn nhân mất tích đã dừng lại. Ngoài ra, một vụ lở đất và đá khác xảy ra tại thôn Hòa Sử Pán, xã Mường Hoa, thị xã Sa Pa khiến 6 người chết, 9 người bị thương và một vụ lở đất tại thôn Nậm Tông, xã Nậm Lúc, huyện Bắc Hà vùi lấp 18 người và tính tới ngày 24 tháng 10 đã tìm thấy 17 thi thể. Có 55 người chết và 3 người mất tích tại Cao Bằng tính đến ngày 29 tháng 9 năm 2024. Riêng ngày 9 tháng 9, vụ lở đất xảy ra tại xóm Lũng Lỳ, xã Ca Thành, huyện Nguyên Bình đã vùi lấp 6 ngôi nhà khiến 9 người tử vong, đồng thời một vụ sạt lở đất khác đã vùi lấp và cuốn trôi xe khách và một số xe ô tô con, xe máy và tính đến ngày 16 tháng 9 đã tìm thấy 32 thi thể nạn nhân. Tại Yên Bái, vụ sạt lở tại thôn Át Thượng, xã Minh Xuân, huyện Lục Yên vào rạng sáng ngày 10 tháng 9 đã xóa sổ 4 ngôi nhà khiến 9 người chết. Theo thống kê trên toàn tỉnh Yên Bái, mưa lũ do hoàn lưu của bão khiến 54 người chết, trong đó có 22 người chết tại thành phố Yên Bái, uớc tính thiệt hại kinh tế lên tới khoảng 5,73 nghìn tỷ đồng. Ở Phú Thọ, cầu Phong Châu đã sập vào khoảng 10 giờ sáng ngày 9 tháng 9 năm 2024, tại thời điểm xảy ra sự cố có 10 phương tiện, bao gồm 1 xe ô tô tải, 2 xe ô tô đầu kéo, 6 xe mô tô, 1 xe máy điện đang di chuyên trên cầu; tính tới ngày 23 tháng 9 đã tìm được 4 thi thể người thiệt mạng và còn 4 người mất tích, có 3 người bị thương. Tại Tuyên Quang, tối ngày 10 tháng 9, một sự cố vỡ đê tại sông Lô đã xảy ra, khiến cho nhiều nhà dân tại xã Quyết Thắng, huyện Sơn Dương bị nhấn chìm dưới nước trong một khu vực rộng lớn.

### Lào
Bão Yagi mang theo lượng mưa lớn gây ra lũ lụt trên khắp nước Lào, đặc biệt tại vùng Thượng Lào. Tại tỉnh Luangnamtha, mực nước trên các con sông thuộc địa bàn tỉnh dâng cao rất nhanh, nước tràn bờ đê kè dẫn đến ngập lụt trên diện rộng, đặc biệt ở các khu vực trũng thấp. Mưa lớn trên địa bàn tỉnh này khiến Sân bay Luang namtha buộc phải đóng cửa. Ba trăm người đã được sơ tán khỏi 17 ngôi làng trên khắp tỉnh. Lũ lụt cũng xảy ra ở các tỉnh Luang Prabang, Oudomxay và Bokeo, cũng như một số vùng của Khu vực Viêng Chăn. Mực nước sông Mekong đoạn chảy qua tỉnh Luang Prabang (Thượng Lào) đã đạt mức cảnh báo là 17,5m, gần đến mức nguy hiểm theo quy định của nước này là 18m.
Tổng cộng, Yagi và mưa lớn khiến bảy người chết và làm hư hại 298 ngôi nhà, 252 con đường, 77 trường học và 11 bệnh viện tại Lào. Bão Yagi đã gây thiệt hại khoảng 720 tỷ kíp Lào (32,56 triệu USD) tại quốc gia này. Ước tính tổng thiệt hại do thiên tai tại Lào trong năm 2024, bao gồm thiệt hại do Yagi và hai cơn bão khác là Prapiroon và Soulik, lên đến 6 nghìn tỷ kíp Lào (tương đương khoảng 300 triệu đô la Mỹ).

### Thái Lan
Yagi đã mang đến lượng mưa lớn cho nhiều khu vực tại Thái Lan, chủ yếu là ở miền Bắc nước này, từ ngày 8 đến ngày 10 tháng 9, với tổng lượng mưa phổ biến 100–150mm, góp phần gây ra lũ và ngập lụt tại nhiều địa phương. Thái Lan ghi nhận 52 người thiệt mạng do mưa lũ; trong đó, ít nhất 36 người ở tỉnh Chiang Rai và sáu người ở tỉnh Chiang Mai.
Trên khắp Thái Lan, 34.000 hộ gia đình bị thiệt hại, bao gồm 11.772 hộ ở Phra Nakhon Si Ayutthaya, 10.499 hộ ở Chiang Mai, 2.928 hộ ở Chiang Rai, 720 hộ ở Tak, 576 hộ ở Phitsanulok, 361 hộ ở Sukhothai và 343 hộ ở Ang Thong. Khoảng 9.000 hộ gia đình bị ảnh hưởng. Tại tỉnh Chiang Rai, 108 người bị thương và thiệt hại đã xảy ra ở 46 ngôi làng thuộc năm huyện thuộc tỉnh này. Sáu trận lở đất xảy ra ở huyện Mae Ai, một trong số đó đã làm sáu người thiệt mạng và làm ba người khác bị thương.  Lũ lụt cũng đã làm hư hại 1.191 ngôi nhà và 92 cửa hàng trên năm ngôi làng thuộc huyện Mae Sai. Sân bay quốc tế Chiang Rai đã phải đóng cửa do ngập lụt các tuyến đường ra vào. Một số khu vực của tỉnh Bueng Khan và Nong Khai đã bị ngập tới 2 mét (6 ft 7 in) nước sau khi nước sông Mekong tràn lên bờ. Sân vận động của câu lạc bộ Chiangrai United cũng bị nước lũ làm ngập, khiến cho trận đấu giữa đội bóng này và câu lạc bộ Muangthong United tại giải bóng đá vô địch quốc gia Thái Lan bị hoãn lại.
Ngoài ra, ngập lụt do bão Yagi gây thiệt hại ở các khu vực kinh tế quan trọng và các điểm du lịch dọc biên giới Thái Lan–Myanmar. Ước tính tổng thiệt hại tại Thái Lan do mưa và lũ lụt sau bão Yagi lên đến khoảng 30 tỷ bath (900 triệu đô la Mỹ).

### Myanmar
Tại Myanmar, tàn dư của cơn bão Yagi đã gây ra lũ lụt và lở đất trên diện rộng, được coi là tồi tệ nhất xảy ra ở miền trung Myanmar trong 60 năm qua. Chính phủ quân quản của quốc gia này xác nhận 433 người chết, 79 người mất tích, và 48 người bị thương. Đài Á Châu Tự Do cho rằng con số người mất tích là 200. Ít nhất 320.000 người đã phải di dời, trong khi 24 cây cầu, 1.040 trường học, 129 tòa nhà văn phòng, năm con đập, 386 công trình tôn giáo, 14 máy biến áp điện, 456 cột đèn và hơn 158.373 ngôi nhà bị hư hại do lũ lụt; 2.116 ngôi nhà khác bị phá hủy. Thêm 150.000 ngôi nhà và 260.000 ha (640.000 mẫu Anh) cây trồng bị ngập lụt, trong khi gần 130.000 gia súc, gia cầm và động vật khác bị tử vong. Mưa lớn cũng khiến một số ngôi chùa tại Di sản thế giới Bagan của UNESCO bị sụp đổ. Một số đoạn của Tuyến đường sắt Yangon–Mandalay bị ngập lụt, dẫn đến việc dừng các chuyến tàu. Tại Vùng Mandalay, 53.972 người bị ảnh hưởng.
Tại làng Thaye Pin, 310 trong số 350 ngôi nhà đã bị phá hủy và 700 người dân trong làng này được cho là mất tích. Mưa lớn đã khiến một con đập ở Huyện Soendin bị vỡ, khiến 20 ngôi làng bị ngập khi mực nước lên tới 8 ft (2,4 m).  Tại Quận Taungoo, 200 ngôi làng bị ngập lụt, và lực lượng cứu hộ cho biết có 400 người đã chết hoặc mất tích. Một lực lượng cứu hộ khác ở Kalaw, bang Shan tuyên bố 100 người thiệt mạng và 200 người khác mất tích do lũ lụt và lở đất. Ngoài ra, 18 thành viên của lực lượng phòng thủ Myanmar đã tử nạn do lở đất ở thị trấn Pekon,  trong khi 14 người khác thiệt mạng và hơn 200 ngôi nhà bị hư hại do lũ lụt ở thị trấn Mong Kung. Ngoài ra, Quân Giải phóng Quốc gia Pa-O của Myanmar tuyên bố "hàng chục nghìn người mất tích".
Đường dây liên lạc ở Tachileik đã bị lũ lụt cắt đứt. Ít nhất 26 người, bao gồm 20 binh sĩ KNDF và sáu thường dân thiệt mạng ở bang Kayah. Naypyidaw, thủ đô của Myanmar, đã bị ngập lụt nghiêm trọng, với hàng nghìn ngôi nhà bị ngập sâu tới 7 ft (2,1 m) nước lũ, khiến 164 người thiệt mạng, phá hủy 33 ngôi nhà và làm hư hại 3.891 ngôi nhà khác.
Mức độ nghiêm trọng của thiệt hại đã thúc đẩy nhà cầm quyền quân sự Myanmar Min Aung Hlaing đưa ra lời kêu gọi viện trợ từ nước ngoài. Theo Chính phủ nước này, 3.600 người Myanmar đã được giải cứu. Liên hợp quốc ước tính rằng khoảng 887.000 người ở 65 thị trấn bị ảnh hưởng bởi thảm họa. Nhìn chung, tại Myanmar, Yagi và mưa lũ đã gây thiệt hại lên đến 466 tỷ kyat (222 triệu đô la Mỹ).

### Những nơi khác
Hoàn lưu bão Yagi và gió mùa Tây Nam cũng gây ra một số tác động nhỏ đến Campuchia. Yagi cũng mang mưa lớn và ngập lụt đến một số địa phương thuộc miền Bắc Malaysia như Pulau Pinang, Kedah. Trong đó, mưa lớn cũng khiến một trận lũ quét xảy ra vào ngày 07 tháng 9 năm 2024 tại Kampung Paya, Kulim Kedah, nhưng không có trung tâm sơ tán tạm thời nào được mở. Nước ngập trung bình ở độ sâu 0,1–0,5m.

## Cứu trợ và khắc phục hậu quả

### Từ nguồn lực các quốc gia

#### Việt Nam
Tại Việt Nam, vào chiều ngày 10 tháng 9, Đoàn Chủ tịch Ủy ban Trung ương Mặt trận Tổ quốc Việt Nam đã tổ chức lễ phát động chiến dịch gây quỹ ủng hộ người dân bị ảnh hưởng bởi cơn bão, khi ngân sách nhà nước vẫn còn hạn chế. Ủy ban Trung ương Mặt trận Tổ quốc Việt Nam và Ban Vận động cứu trợ Trung ương cam kết sẽ sử dụng toàn bộ số tiền quyên góp đúng mục đích, hiệu quả và minh bạch. Cùng ngày, trước khi trận đấu giao hữu quốc tế giữa đội tuyển Việt Nam và đội tuyển Thái Lan diễn ra, ban tổ chức và VFF đã quyết định dành 1 phút mặc niệm, chia sẻ cùng người dân và các địa phương bị thiệt hại do bão số 3 Yagi, đồng thời ủng hộ 400 triệu đồng. Một số trận đấu tại vòng khai mạc Giải bóng đá Vô địch Quốc gia 2024–25 cũng thực hiện việc kêu gọi chia sẻ, quyên góp ủng hộ người dân chịu ảnh hưởng tiêu cực bởi siêu bão Yagi. Vào ngày 12 tháng 9, BingX đã khởi xướng một chiến dịch quyên góp, cam kết 1 tỷ đồng (430.000 đô la Mỹ) cho Ủy ban Mặt trận Tổ quốc Việt Nam để hỗ trợ những người bị ảnh hưởng bởi cơn bão. Tính đến 17 giờ ngày 19 tháng 9, tổng số tiền chuyển vào tài khoản của Ban Cứu trợ Trung ương đã đạt 1.495 tỷ đồng (60,77 triệu đô la Mỹ), trong đó đã giải ngân cho các địa phương 1.035 tỷ đồng (42,17 triệu đô la Mỹ), và đến giữa tháng 11 tổng kinh phí các cơ quan, địa phương, tổ chức, cá nhân ủng hộ người dân khắc phục bão Yagi qua Ban Vận động cứu trợ Trung ương đạt trên 2.185 tỷ đồng, đã được phân bổ đến các địa phương. Nhiều cá nhân, tổ chức đã đứng ra thực hiện các chương trình từ thiện nhằm quyên góp, chia sẻ và bày tỏ sự cảm thông với những người phải gánh chịu hậu quả do bão. Thủ tướng Việt Nam Phạm Minh Chính đã thể hiện cảm xúc bật khóc trước công chúng khi nói về những mất mát của người dân do bão Yagi gây ra và ông "khẳng định quyết tâm khắc phục hậu quả của cơn bão lịch sử này".
Ngoài ra, với gần 100 nhà máy bị thiệt hại, Thủ tướng Việt Nam Phạm Minh Chính đã công bố gói cứu trợ 100 tỷ đồng (khoảng 4,2 triệu đô la Mỹ) cho Hải Phòng, tuy nhiên địa phương này cùng với tỉnh Quảng Ninh đã từ chối nhận gói cứu trợ kể trên, đồng thời tự cân đối nguồn lực để khắc phục hậu quả và dành phần cứu trợ cho các địa phương khác khó khăn hơn. Ước tính năm 2024, tốc độ tăng trưởng GRDP của hai địa phương này ở mức cao so với các địa phương khác trên cả nước, lần lượt đạt 11,01% và 8,42%, cho dù là hai tỉnh thành chịu thiệt hại nặng nề nhất về kinh tế do bão Yagi tại Việt Nam.
Để khắc phục hậu quả bão, chính quyền Việt Nam cũng đã ban hành nhiều cơ chế, chính sách hỗ trợ người dân, doanh nghiệp chịu ảnh hưởng từ bão có thể khôi phục các hoạt động sản xuất, kinh doanh. Quân đội Việt Nam cũng được huy động cùng tham gia khắc phục hậu quả bão. Một số chiến sĩ trong khi tham gia thực hiện khắc phục hậu quả đã không may thiệt mạng, được Nhà nước Việt Nam truy tặng một số huân, huy chương về bảo vệ tổ quốc. Binh chủng Công binh đã thực hiện lắp cầu phao tạm Phong Châu thay thế cho cầu Phong Châu cũ bị sập nhịp do ảnh hưởng của bão Yagi để phục vụ nhu cầu đi lại của người dân sau bão, và đến cuối năm 2024, dự án Cầu Phong Châu mới được khởi động với trị giá 635 tỷ đồng. Tại Lào Cai, khu vực đã chịu thiệt hại nặng từ ảnh hưởng của hoàn lưu bão Yagi, mỗi hộ dân chịu thiệt hại từ trận lũ quét tại Làng Nủ sẽ được bố trí từ 50 đến 60m2 diện tích đất ở tạm cư trong khoảng thời gian chờ khu tái định cư hoàn thiện. Khu tạm cư được thực hiện theo hình thức xã hội hóa. Đến ngày 22 tháng 12, công trình Khu tái định cư cho người dân thôn Làng Nủ tại tỉnh Lào Cai, đã được khánh thành nhân dịp kỷ niệm 80 năm ngày thành lập Quân đội nhân dân Việt Nam. Bên cạnh đó, Trung Quốc và Việt Nam cũng đã hợp tác trong việc kiểm soát lũ lụt, trong đó Việt Nam đã gửi công hàm, đề nghị Trung Quốc kiểm soát chặt chẽ lượng nước trên thượng nguồn sông Hồng đổ xuống hạ lưu và có thông báo. Chính quyền Trung Quốc đã đồng ý làm chậm tốc độ xả nước từ các đập thượng nguồn và tích nước trong các hồ chứa, nhằm giảm đỉnh lũ ở hạ lưu.

#### Các quốc gia khác
Ở Philippines, Tổng thống Bongbong Marcos đã tiến hành kiểm tra trên không Đập La Mesa, Marikina và Antipolo, thông báo rằng hơn 16 triệu peso (324.873,1 đô la Mỹ) tiền viện trợ nhân đạo đã được phân bổ cho các khu vực bị ảnh hưởng nặng nề nhất. Bộ Phúc lợi Xã hội và Phát triển Philippines báo cáo rằng các gói cứu trợ và hỗ trợ trị giá 700 triệu PHP (14,21 triệu USD) đã được phân phát cho các gia đình bị ảnh hưởng. Tại Thái Lan, Thủ tướng nước này là Paetongtarn Shinawatra đã đến thăm Chiang Rai vào ngày 13 tháng 9.  Sau đó, bà cam kết rằng chính phủ sẽ giải ngân 90 triệu đô la Mỹ tiền viện trợ và cung cấp tới 6.000 đô la Mỹ cho mỗi hộ gia đình bị ảnh hưởng bởi lũ lụt. Nước này, cũng như Lào, đã phải kêu gọi quân đội, máy bay và các loại phương tiện khác cùng tham gia cứu trợ, ứng cứu người dân vùng lũ lụt. Tại Myanmar, chính quyền quân sự nước này cũng đã mở 400 trại cứu trợ. Nhiều người dân nước này đã phải dùng đến loài voi để phục vụ công tác cứu trợ khắc phục hậu quả lũ lụt sau bão. Tại Trung Quốc, Chính phủ nước này cũng đã chi 200 triệu Nhân dân tệ (28 triệu USD) hỗ trợ các tỉnh Hải Nam, Quảng Đông nhằm giúp các địa phương này khắc phục hậu quả do bão Yagi gây ra.

### Từ viện trợ quốc tế
| Thứ tự | Bão      | Mùa bão | Thiệt hại (2024 USD) |
| ------ | -------- | ------- | -------------------- |
| 1      | Doksuri  | 2023    | $28,4 tỷ             |
| 2      | Mireille | 1991    | $22,4 tỷ             |
| 3      | Hagibis  | 2019    | $20,6 tỷ             |
| 4      | Jebi     | 2018    | $15,8 tỷ             |
| 5      | Songda   | 2004    | $15 tỷ               |
| 6      | Yagi     | 2024    | $14,7 tỷ             |
| 7      | Fitow    | 2013    | $13,6 tỷ             |
| 8      | Faxai    | 2019    | $11,9 tỷ             |
| 9      | Saomai   | 2000    | $11,1 tỷ             |
| 10     | Lekima   | 2019    | $11,1 tỷ             |
| Nguồn: |          |         |                      |

Ở Việt Nam, để ứng phó với những tác động nghiêm trọng của cơn bão Yagi, Hoa Kỳ đã cam kết viện trợ nhân đạo ngay lập tức 1 triệu đô la Mỹ, trong khi chính phủ Úc phân bổ 3 triệu đô la Úc (2 triệu đô la Mỹ) cho viện trợ khẩn cấp và các dịch vụ quan trọng, nước này còn gửi hàng cứu trợ khẩn cấp trên máy bay C-17 Globemaster, bao gồm các nhu yếu phẩm thiết yếu cho các gia đình như nơi trú ẩn và bộ dụng cụ vệ sinh. Hội Chữ thập đỏ Trung Quốc cũng đã quyên góp 100.000 đô la Mỹ cho Hội Chữ thập đỏ Việt Nam. Cơ quan Phát triển và Hợp tác Thụy Sĩ đã gửi 1,17 triệu đô la Mỹ, cử sáu chuyên gia đến hỗ trợ các nỗ lực phục hồi tại Việt Nam. Doanh nhân người Ấn Độ Gautam Adani đã cam kết quyên góp 1 triệu đô la Mỹ để giúp Việt Nam phục hồi thiệt hại do cơn bão Yagi gây ra. Ngày 14 tháng 9, Vương quốc Anh tuyên bố viện trợ nhân đạo 1 triệu bảng Anh cho Việt Nam. Chính phủ Nhật Bản, thông qua Cơ quan Hợp tác Quốc tế Nhật Bản, đã gửi hàng cứu trợ khẩn cấp để hỗ trợ Việt Nam phục hồi sau thiệt hại do cơn bão gây ra, trong khi Hàn Quốc đã quyết định cung cấp viện trợ nhân đạo trị giá 2 triệu USD cho Việt Nam. Hội Chữ thập đỏ Singapore cung cấp 50.000 đô la Singapore để hỗ trợ Hội Chữ thập đỏ Việt Nam trong việc cứu trợ nhân đạo người dân vùng bão. Đại sứ quán Ireland tại Hà Nội ngày 18 tháng 9 đã công bố khoản quyên góp 250.000 euro (295.675 đô la Mỹ) để hỗ trợ UNICEF cung cấp nước sạch, vệ sinh và các nguồn lực vệ sinh cho trẻ em và gia đình dễ bị tổn thương bị ảnh hưởng bởi cơn bão. Đại sứ quán Canada tại Hà Nội cũng cho biết, Canada đã cam kết viện trợ nhân đạo trị giá 560.000 đô la Canada (1,12 triệu đô la Mỹ) để giúp đỡ người dân Việt Nam bị ảnh hưởng bởi lũ lụt và lở đất nghiêm trọng do cơn bão Yagi gây ra. Bộ Tình hình Khẩn cấp của Nga cũng gửi viện trợ nhân đạo chuyển đến tỉnh Lào Cai của Việt Nam, khu vực bị ảnh hưởng nặng nề nhất bởi cơn bão. Văn phòng Điều phối các vấn đề nhân đạo của Liên hợp quốc (OCHA) đã công bố một khoản tiền trị giá 2 triệu đô la Mỹ để hỗ trợ Việt Nam ứng phó với cơn bão Yagi. Hầu hết các quốc gia gửi viện trợ đều bày tỏ lời chia buồn tới Việt Nam, bao gồm Argentina, Bỉ, Belarus, Brunei, Bulgaria, Canada, Cuba, Cộng hòa Séc, Đức, Kazakhstan, Lào, Na Uy, New Zealand, Seychelles, Singapore, Slovenia, Tây Ban Nha, Thái Lan, Vương quốc Anh, Uzbekistan và Vatican.
Liên minh Châu Âu đã chuyển 2,2 triệu euro (2,6 triệu đô la Mỹ) viện trợ nhân đạo, trong đó 1,2 triệu euro (1,42 triệu đô la Mỹ) đến Myanmar, 650.000 euro (768.755 đô la Mỹ) cho Việt Nam, 200.000 euro (236.540 đô la Mỹ) cho Philippines và 150.000 euro (177.405 đô la Mỹ) cho Lào để hỗ trợ những người bị ảnh hưởng nặng nề bởi bão Yagi. Hội Chữ thập đỏ Thái Lan cũng đã gửi 60 nghìn Đô la Mỹ đến Hội Chữ thập đỏ các nước Lào, Myanmar, Việt Nam nhằm khắc phục hậu quả do bão. Lực lượng vũ trang Singapore triển khai một máy bay Airbus A330 MRTT và hai máy bay Lockheed C-130 để thực hiện viện trợ nhân đạo cho người dân bị ảnh hưởng bởi Bão Yagi ở Lào, Myanmar và Việt Nam. Ấn Độ cũng thực hiện các hoạt động cứu trợ nhân đạo tại Myanmar, Việt Nam và Lào bằng cách triển khai máy bay C-17 đến những nước này, đồng thời gửi gói viện trợ trị giá 1 triệu đô la Mỹ cho Việt Nam và mười tấn hàng cứu trợ cho Myanmar. Chương trình Lương thực Thế giới của Liên hợp quốc (WFP) cũng triển khai hoạt động ứng phó lũ lụt tại Myanmar để cung cấp viện trợ lương thực khẩn cấp cho người dân ở những khu vực bị ngập lụt sau khi bão Yagi đi qua. Tuy nhiên, 100 nạn nhân lũ lụt gần Naypyidaw đã phải nhập viện vì ngộ độc thực phẩm sau khi ăn phải thực phẩm được quyên góp.
Cộng đồng người Việt Nam tại Lào cũng đã ủng hộ người dân vùng Bắc Lào số tiền 300 triệu kip Lào (13.580 USD) nhằm góp phần hỗ trợ người dân tại khu vực chịu thiệt hại do bão Yagi. Quỹ bảo hiểm rủi ro thiên tai Đông Nam Á (SEARIF) cũng chi trả tổng cộng 3 triệu đô la Mỹ để hỗ trợ các địa phương tại Lào bị ảnh hưởng bởi cơn bão Yagi, trong đó gồm một khoản chi trả ban đầu là 750.000 đô la cho Bộ Tài chính Lào, và một khoản chi trả thứ hai là 2,25 triệu đô la vào ngày 30 tháng 9.

## Đánh giá và những vấn đề trong xác định cường độ bão

Ảnh vệ tinh động diễn biến bão Yagi từ khi qua đảo Hải Nam đến khi đổ bộ Hải Phòng, Quảng Ninh ngày 7 tháng 9, trong đó có quá trình tái hình thành mắt bão

Trong các bản tin dự báo của Trung tâm Dự báo khí tượng thủy văn quốc gia Việt Nam, ngành Khí tượng Việt Nam đánh giá bão Yagi vào vịnh Bắc Bộ sẽ suy yếu dần, dự kiến sẽ đổ bộ vào Việt Nam với cường độ cấp 12–13, ngoài ra cơn bão cũng được các cơ quan dự báo khí tượng quốc tế đánh giá sẽ đổ bộ vào Việt Nam với cường độ và diễn biến tương tự, tuy nhiên ông Hoàng Phúc Lâm, Phó giám đốc Trung tâm này cũng cho rằng "bão có khả năng tổ chức lại cấu trúc và có thể mạnh trở lại nhưng ít có khả năng tăng nhiều cấp". Mặc dù sau khi đi qua đảo Hải Nam, bão Yagi đã suy yếu một chút, nhưng một phiên dự báo của Trung tâm Cảnh báo Bão Liên hợp Hải quân Hoa Kỳ (JTWC) ở thời điểm đó đã nhận định, bão Yagi có khả năng mạnh lên đến ít nhất 215 km/h trong 6–12 giờ tới trên Vịnh Bắc Bộ trước khi đổ bộ vào Việt Nam.
Thực tế, khi Yagi đi vào Vịnh Bắc Bộ, nhờ các điều kiện thuận lợi, bão có dấu hiệu tái cấu trúc và mạnh lên trở lại, tái hình thành mắt bão. Trong phiên dự báo lúc 00:00 UTC ngày 7 tháng 9, JTWC đánh giá bão Yagi mạnh trở lại và đạt cường độ 115 kn (215 km/h), tương đương bão cấp 4 theo thang bão Saffir-Simpson, đồng thời mô tả việc bão đổ bộ Việt Nam "là sự kiện mang tính lịch sử". Ngoài ra, Cục Khí tượng Trung Quốc (CMA) cũng cho biết bão Yagi có xu hướng mạnh lên trở lại trên Vịnh Bắc Bộ. Theo đánh giá mới nhất của khí tượng Trung Quốc, lúc 02:00 (giờ Trung Quốc, 01:00 giờ Việt Nam) ngày 7 tháng 9 bão mạnh với cường độ 52 m/s (185 km/h), tương đương cấp 16 trên Vịnh Bắc Bộ và đến 14:00 giờ Trung Quốc (13:00 giờ Việt Nam), CMA đánh giá bão áp sát bờ biển Quảng Ninh, Hải Phòng của Việt Nam, bão mạnh lên 58 m/s (210 km/h), tương đương cấp 17. Thông tin ban đầu của khí tượng Trung Quốc ghi nhận Yagi đã đổ bộ Quảng Ninh (Việt Nam) lúc 15:30 giờ Trung Quốc với sức gió 58 m/s (210 km/h, cấp 17) tương ứng với cấp siêu bão trong thang đo của Trung Quốc. JMA trong cả phiên quan trắc tại thời điểm diễn ra bão và khi phân tích lại cường độ bão Yagi vào tháng 12 năm 2024 cũng đánh giá bão mạnh trở lại trên Vịnh Bắc Bộ, với dẫn chứng ở quan trắc lúc 18:00 UTC ngày 6 tháng 9, khi bão đi vào Vịnh Bắc Bộ, sức gió bão đã suy giảm còn 85 kn (155 km/h), khí áp 945 hPa (27,91 inHg) nhưng đến 06:00 UTC (13:00 giờ Việt Nam) ngày 7 tháng 9, cơ quan này đánh giá bão đổ bộ vào Việt Nam, sức gió mạnh lên 90 kn (165 km/h), tương đương cấp 14–15 và khí áp giảm xuống 935 hPa (27,61 inHg). Trong bản tin kĩ thuật, JMA cho biết ước tính sức gió đổ bộ dựa trên kĩ thuật Dvorak kết hợp với quan trắc khí tượng bề mặt. Đài thiên văn Hồng Kông cũng đánh giá Yagi đổ bộ vào đất liền Việt Nam với cường độ siêu bão.
Tuy nhiên, khí tượng Việt Nam ở thời điểm ngày 7 tháng 9 chỉ đánh giá bão đổ bộ vào Quảng Ninh, Hải Phòng với cường độ cấp 12–13. Mặc dù vậy, sức gió tại Bãi Cháy thời điểm đó vẫn được công bố là "cấp 14, giật cấp 17", và trong Công điện ngày 8 tháng 9 của Ủy ban nhân dân tỉnh Quảng Ninh cũng cho biết bão Yagi đổ bộ tỉnh này ở cường độ cấp 13–14 giật trên cấp 17. Nhưng trong các bản tin sau đó từ 16:00 ngày 7 tháng 9 (giờ Việt Nam) đến khi bão suy yếu thành vùng áp thấp của Trung tâm Dự báo khí tượng thủy văn quốc gia, sức gió tại Bãi Cháy bị gỡ bỏ, thậm chí trong bản tin dự báo hạn tháng vào thời điểm ngày 11 tháng 9 của Trung tâm này cũng không nêu sức gió tại Bãi Cháy, mà chỉ đề cập bão đổ bộ với cường độ là cấp 12–13 giật cấp 15. Phải đến ngày 15 tháng 9, sau Hội nghị Thường trực Chính phủ, trong bản tin dự báo mùa định kỳ, Trung tâm này mới đánh giá bão Yagi đổ bộ với cường độ cấp 13–14 giật cấp 16–17, trong đó sức gió tại Bãi Cháy được đánh giá "mạnh 45m/s (cấp 14), giật 62m/s (cấp 17)" lúc 13:00 ngày 7 tháng 9, mặc dù thực tế sức gió 62m/s (223 km/h) là trên cấp 17 theo thang bão đang được sử dụng và áp dụng tại Việt Nam (cấp 17 chỉ dừng ở 61,2m/s). Đến tháng 10 năm 2024, trong một báo cáo gửi lên Ủy ban Bão Châu Á – Thái Bình Dương (ESCAP/WMO Typhoon Committee) nhằm phục vụ Hội thảo lần thứ 19 diễn ra tại Thượng Hải, Trung Quốc từ 19–22 tháng 11 năm 2024, bão Yagi được ngành khí tượng thủy văn Việt Nam đánh giá khi đổ bộ mạnh cấp 14–15 và gió giật cấp 17, với sức gió tại trạm Bãi Cháy mạnh 50 m/s (180 km/h, cấp 15), giật 63 m/s (227 km/h, trên cấp 17) ghi nhận lúc 13:21 ngày 7 tháng 9 năm 2024 (giờ Việt Nam). Sức gió này tương đương về cấp gió duy trì và mạnh hơn về cấp gió giật so với cấp gió mạnh nhất từng xảy ra ở dải ven biển Việt Nam là cấp 15, giật cấp 17 theo Quyết định số 2901 năm 2016 của Bộ Tài nguyên và Môi trường Việt Nam. Sau đó, Tổng cục Khí tượng thủy văn đã sửa lại báo cáo gửi lên Ủy ban Bão và đưa cường độ bão Yagi khi đổ bộ vào Việt Nam về mức đã công bố ở trong nước (cấp 13–14 giật cấp 16–17), tuy nhiên thừa nhận sức gió 62m/s là trên cấp 17. Theo ông Hoàng Đức Cường, Phó Tổng cục trưởng Tổng cục Khí tượng thủy văn Việt Nam, bão Yagi gây gió giật cấp 17 (mặc dù thực tế là trên cấp 17) ở Bãi Cháy và đây là lần đầu tiên (trên đất liền) Việt Nam đo được cấp gió giật này. Theo ngành khí tượng Việt Nam, đã có một số cuộc trao đổi giữa Trung tâm Dự báo khí tượng thủy văn nước này với các cơ quan khí tượng quốc tế như Nhật Bản, Trung Quốc; theo tạp chí Tài nguyên và Môi trường, có 5 cuộc trao đổi đã được thực hiện, trong đó hai lần với cơ quan khí tượng Trung Quốc khi bão vào gần đảo Hải Nam và ba lần với cơ quan khí tượng Nhật Bản khi bão vào gần Biển Đông. Như vậy theo các thông tin có được thì không có lần trao đổi nào được ghi nhận khi bão đang ở trên Vịnh Bắc Bộ. VnExpress cho biết thực tế khi bão càn quét qua thủ đô Hà Nội sức gió mạnh hơn dự báo đến 3 cấp (cấp 10 giật cấp 12 thay vì cấp 6-7 giật cấp 10 như dự báo).
Trong Hội nghị tổng kết công tác năm 2024 của Trung tâm Dự báo khí tượng thủy văn quốc gia ngày 18 tháng 12 năm 2024, Trung tâm này đã báo cáo bão Yagi đổ bộ vào khu vực Quảng Ninh – Hải Phòng với gió mạnh cấp 10–12, giật cấp 13–15 và ghi nhận trạm quan trắc Bãi Cháy đo được gió cấp 14 ở độ cao 34 m, thông tin đó tiếp tục được nêu trong phần tổng kết, đánh giá khí hậu năm 2024 mà cơ quan này đưa ra vào đầu năm 2025. Tuy nhiên, các đại biểu dự hội nghị kể trên đã có ý kiến chỉ ra khó khăn, thiếu sót trong công tác dự báo bão tại hội nghị kể trên như chưa dự báo được gió giật đạt trên cấp siêu bão, hoàn lưu bão kéo dài hơn bình thường, cường suất mưa lớn hơn 200 mm/6h và một số hạn chế khác. Trước đó, khi tổng kết về công tác ứng phó và khắc phục hậu quả bão Yagi tại Việt Nam vào ngày 28 tháng 9, Thủ tướng Chính phủ Việt Nam là ông Phạm Minh Chính nhận định "chưa dự báo được sớm việc bão giật cấp 17 khi vào bờ và kéo dài trong đất liền; hoàn lưu bão, mưa lớn kéo dài trên diện rộng, có nơi tới 700mm; dự báo lượng nước về các hồ đập, sông lớn chưa sát thực tế".
Ngày 15 tháng 9, tại Hội nghị Thường trực Chính phủ, Chính phủ Việt Nam đã nhận định đây là cơn bão mạnh nhất trong 70 năm qua trên đất liền Việt Nam, thời gian lưu bão dài, mưa lũ lớn trên diện rộng đã gây ra thiệt hại lớn về người và tài sản. Cơn bão cũng được đánh giá "tăng cấp nhanh nhất trong lịch sử khí tượng Việt Nam". Nhiều trang báo tại Việt Nam đánh giá bão Yagi có nhiều "điểm dị thường" như tăng cấp nhanh, thời gian duy trì cấp độ siêu bão lâu mà "không giảm cấp theo quy luật thông thường". Báo Thanh Niên đánh giá về hậu quả của Yagi tại Việt Nam "tưởng chỉ có trong chiến tranh mới có những nỗi đau xé lòng như vậy". Tuy nhiên, một Trưởng ban tổ chức của một cuộc thi Hoa hậu tại Việt Nam lại bày tỏ cảm xúc "vui mừng" khi Hải Phòng và miền Bắc Việt Nam đón bão lớn như bão Yagi, và bị dư luận chỉ trích. Sự kiện về cơn bão Yagi được Bộ Tài nguyên và Môi trường Việt Nam bình chọn là 1 trong "10 sự kiện tiêu biểu ngành Tài nguyên và Môi trường Việt Nam" năm 2024, ngoài ra cũng được Thông tấn xã Việt Nam, báo VnExpress, Cổng thông tin điện tử Chính phủ Việt Nam và Đài truyền hình Việt Nam chọn là một trong mười sự kiện, dấu ấn nổi bật của năm 2024 tại Việt Nam.
Tại Trung Quốc, CMA đánh giá đây là cơn bão mùa thu mạnh nhất và lớn nhất tấn công quốc gia này trong 75 năm qua, kể từ khi nước này độc lập năm 1949. CMA đánh giá những cơn bão nhiệt đới liên tục hình thành vào mùa thu và Yagi phá kỷ lục cơn bão mạnh nhất đổ bộ vào Trung Quốc trong mùa thu là 1 trong 10 sự kiện thời tiết nổi bật tại quốc gia này. Yagi cũng được đánh giá là cơn bão mạnh nhất đổ bộ Trung Quốc trong 10 năm trở lại đây. Đài Khí tượng Hải Nam nhận định mức độ tàn phá do bão Yagi gây ra lớn hơn nhiều so với bão Rammasun (2014). Cũng theo Trung Quốc, Yagi được đánh giá là cơn bão mạnh nhất trên Vịnh Bắc Bộ và đã duy trì cấp độ siêu bão trong 64 giờ liên tục cho đến khi đổ bộ lần cuối cùng vào Việt Nam. Sự kiện bão Yagi cũng được Bộ Quản lý khẩn cấp Trung Quốc lựa chọn là 1 trong 10 thiên tai tiêu biểu nhất năm 2024 ở nước này.

## Xóa khỏi danh sách tên bão
Vào ngày 20 tháng 2 năm 2025, PAGASA đã loại bỏ tên Enteng khỏi danh sách đặt tên luân phiên do những tổn thất về người và tài sản mà cơn bão này gây ra. Tên này sẽ không bao giờ được sử dụng lại cho các cơn bão trong khu vực trách nhiệm của Philippines và sẽ được thay thế bằng Edring bắt đầu từ năm 2028.
Tại khóa họp thường niên lần thứ 57 của Ủy ban Bão Châu Á – Thái Bình Dương, ủy ban đã chấp thuận yêu cầu loại bỏ tên Yagi khỏi danh sách đặt tên luân phiên do những tổn thất về người và thiệt hại mà cơn bão gây ra. Theo Tổng cục Khí tượng Thuỷ văn Việt Nam, có 3 quốc gia gồm Việt Nam, Trung Quốc và Philippines đã đề xuất xóa cái tên này ra khỏi danh sách. Tuy nhiên, báo cáo chính thức của khoá họp ghi nhận chỉ có Philippines và Trung Quốc yêu cầu xoá tên.